# 7月1日
7月1日（しちがつついたち）は、グレゴリオ暦で年始から182日目（閏年では183日目）にあたり、年末まであと183日ある。

## できごと

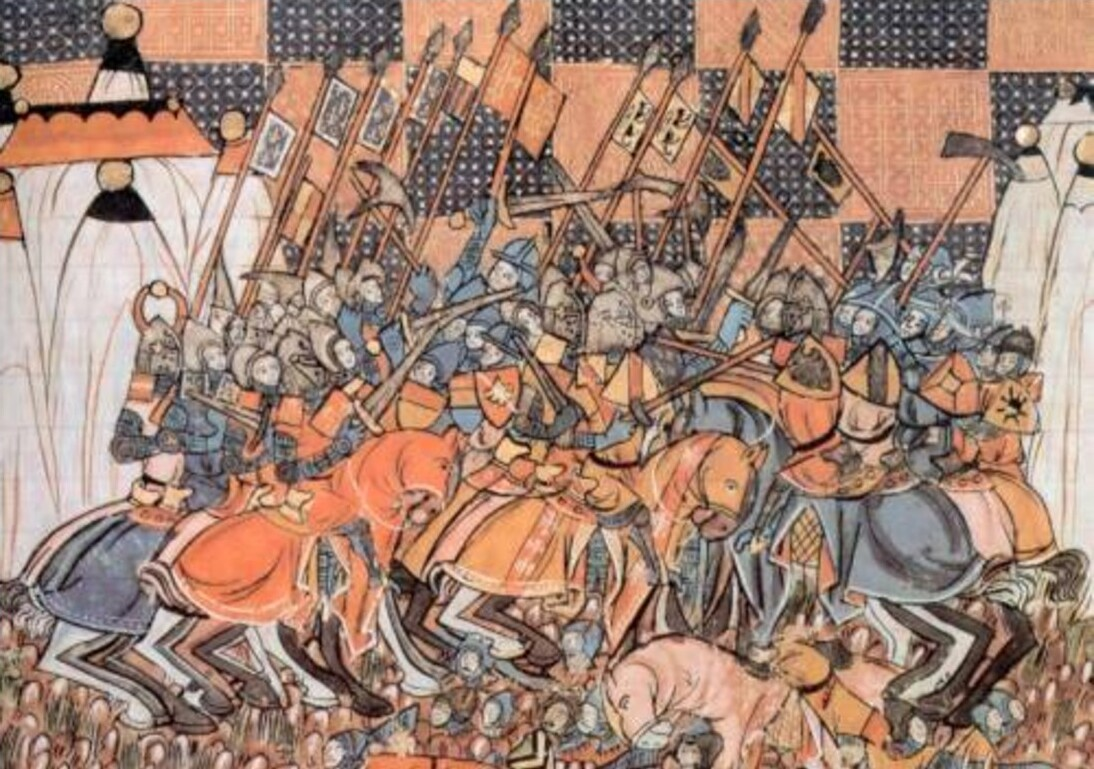
1097年、第1回十字軍、ドリュラエウムの戦い

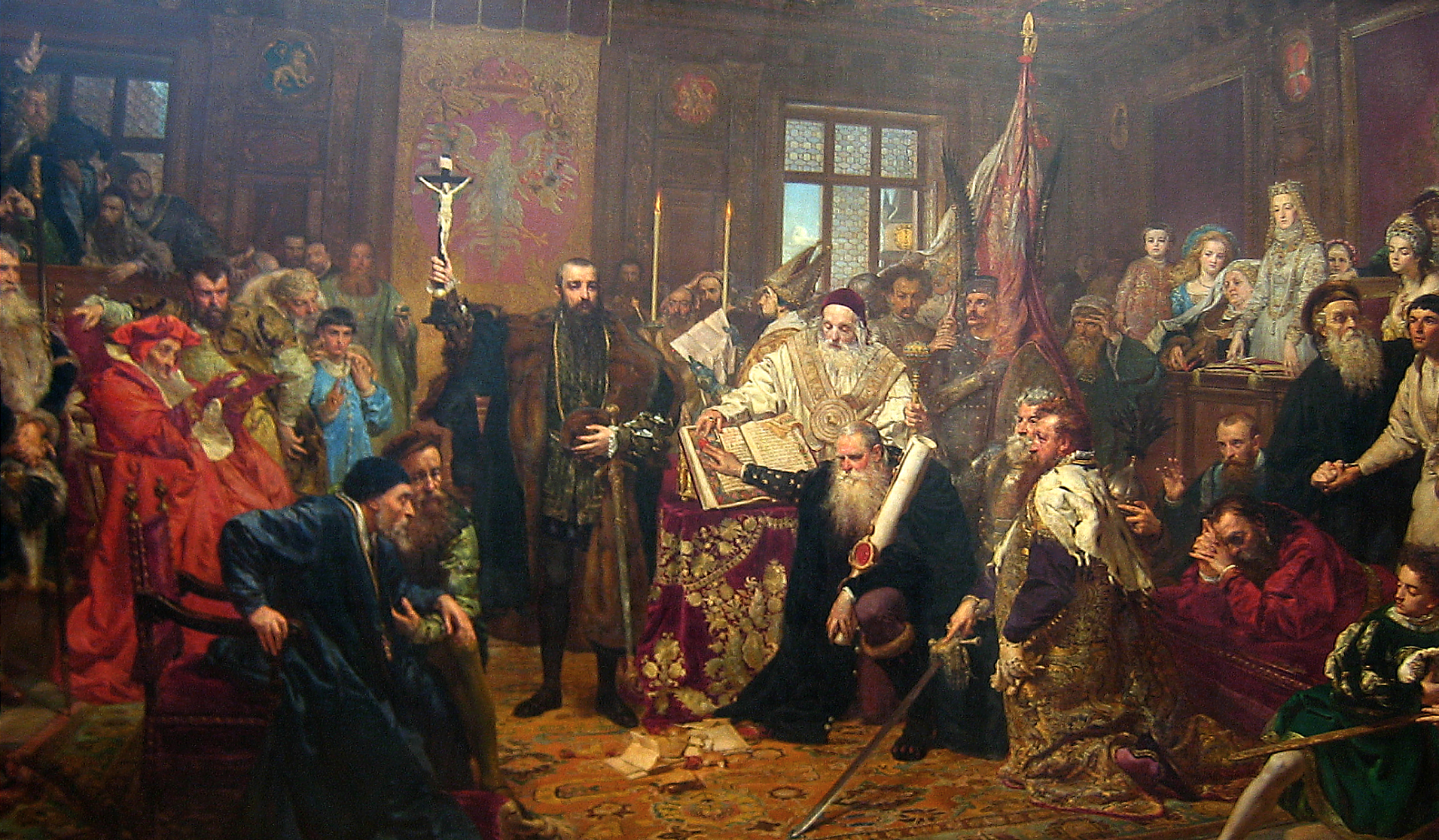
1569年ルブリン合同、ポーランド・リトアニア共和国成立。

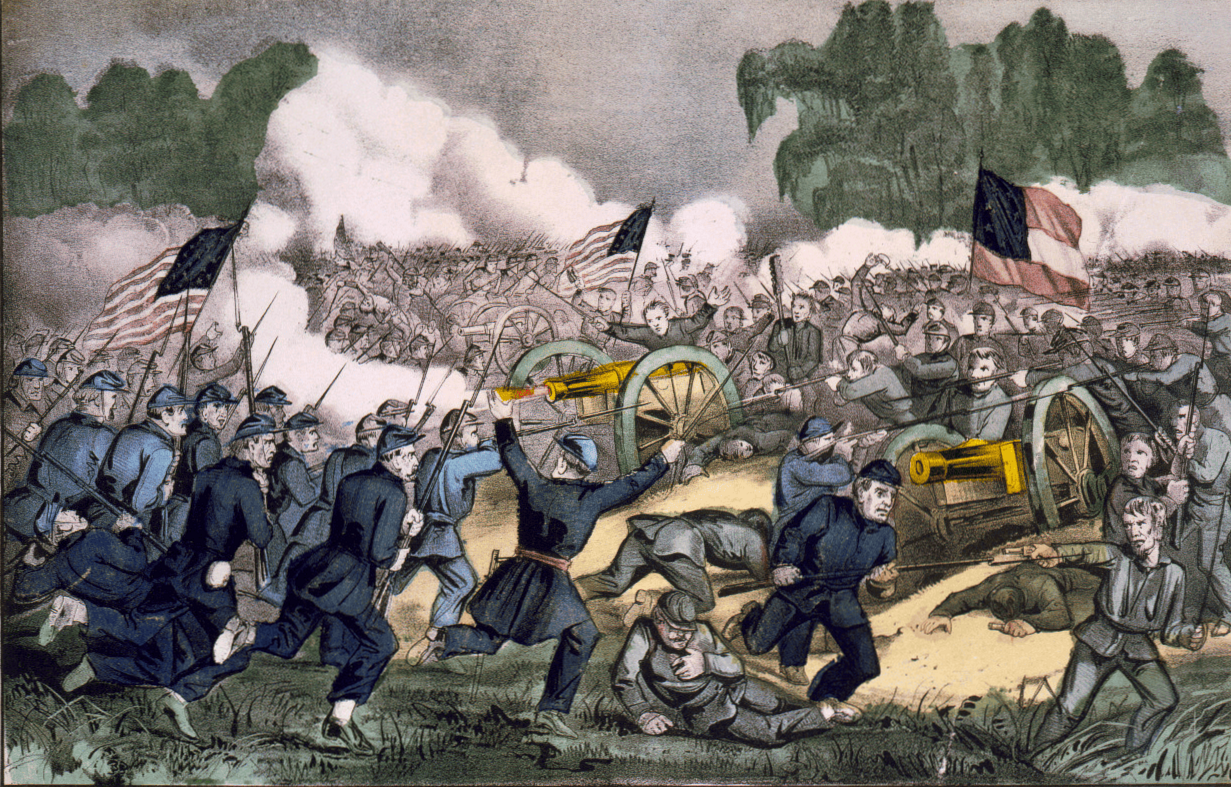
1863年、南北戦争：ゲティスバーグの戦い

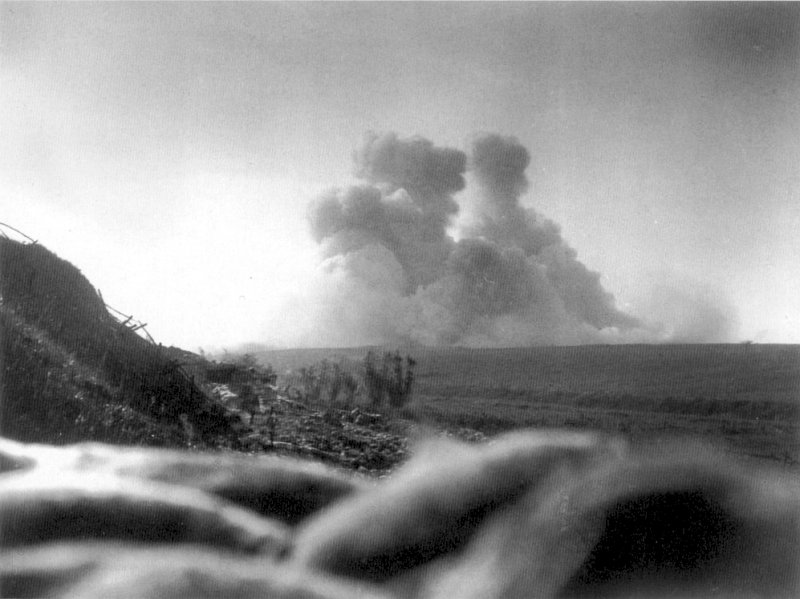
1916年、第一次世界大戦：ソンムの戦い

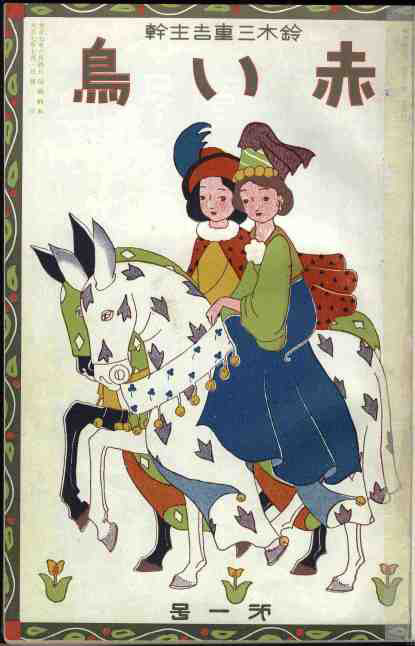
1918年、鈴木三重吉が「赤い鳥」を創刊。

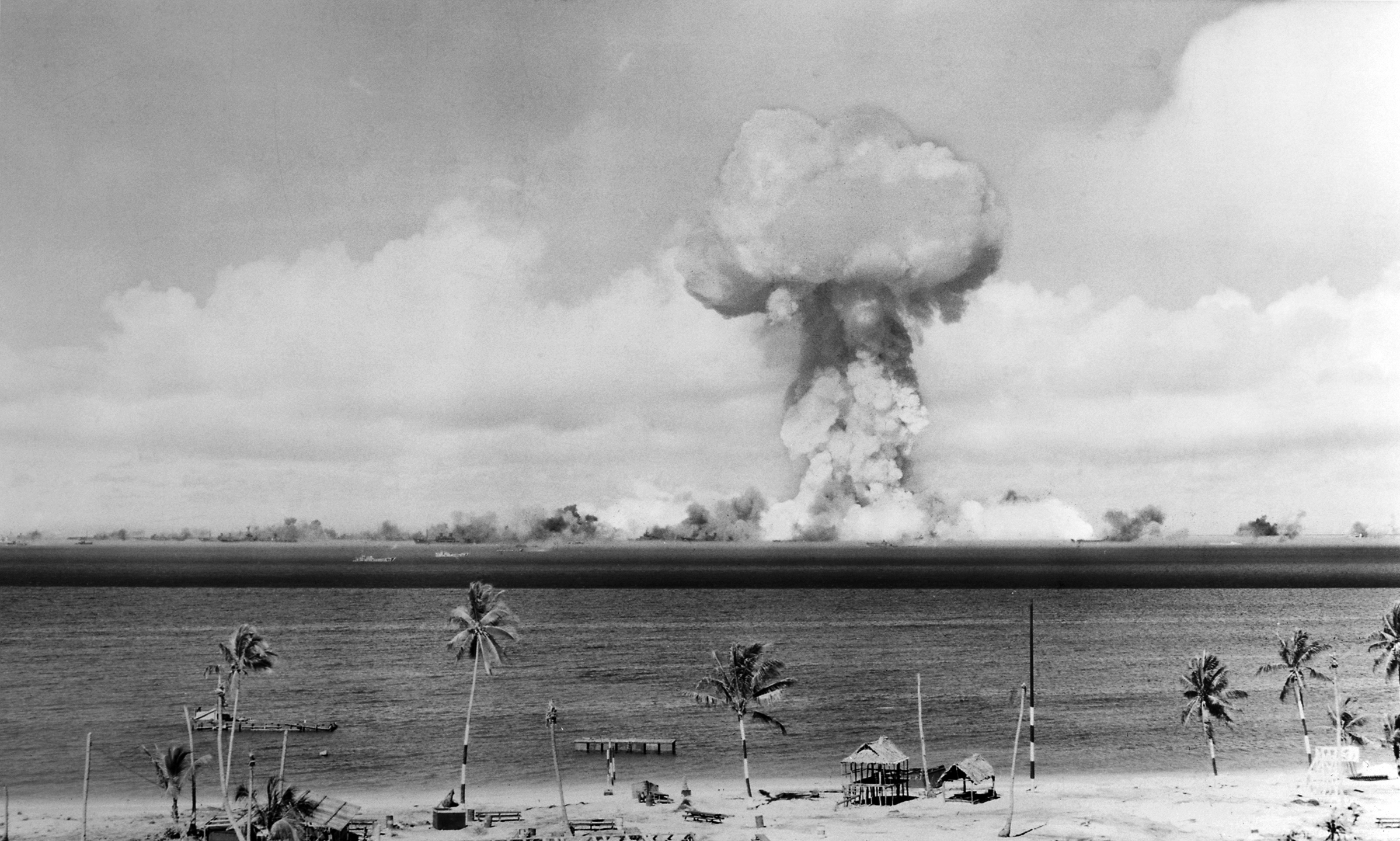
1946年、クロスロード作戦

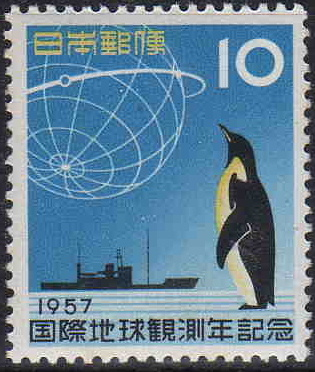
1957年、国際地球観測年が開始される。画像は記念切手。

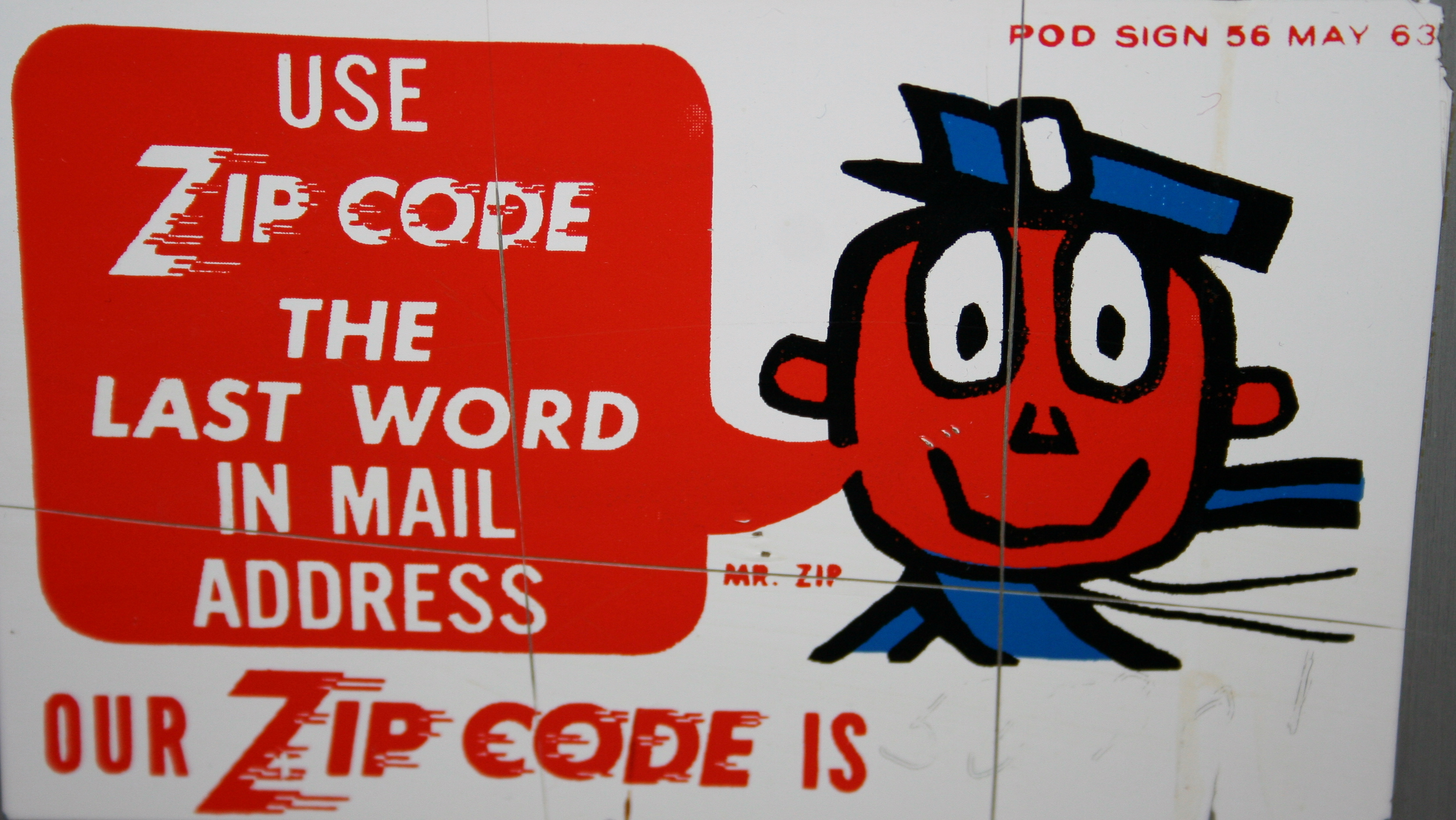
1963年、アメリカ、ZIPコード導入。

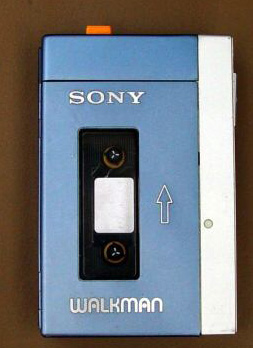
1979年、ウォークマン第1号機発売。

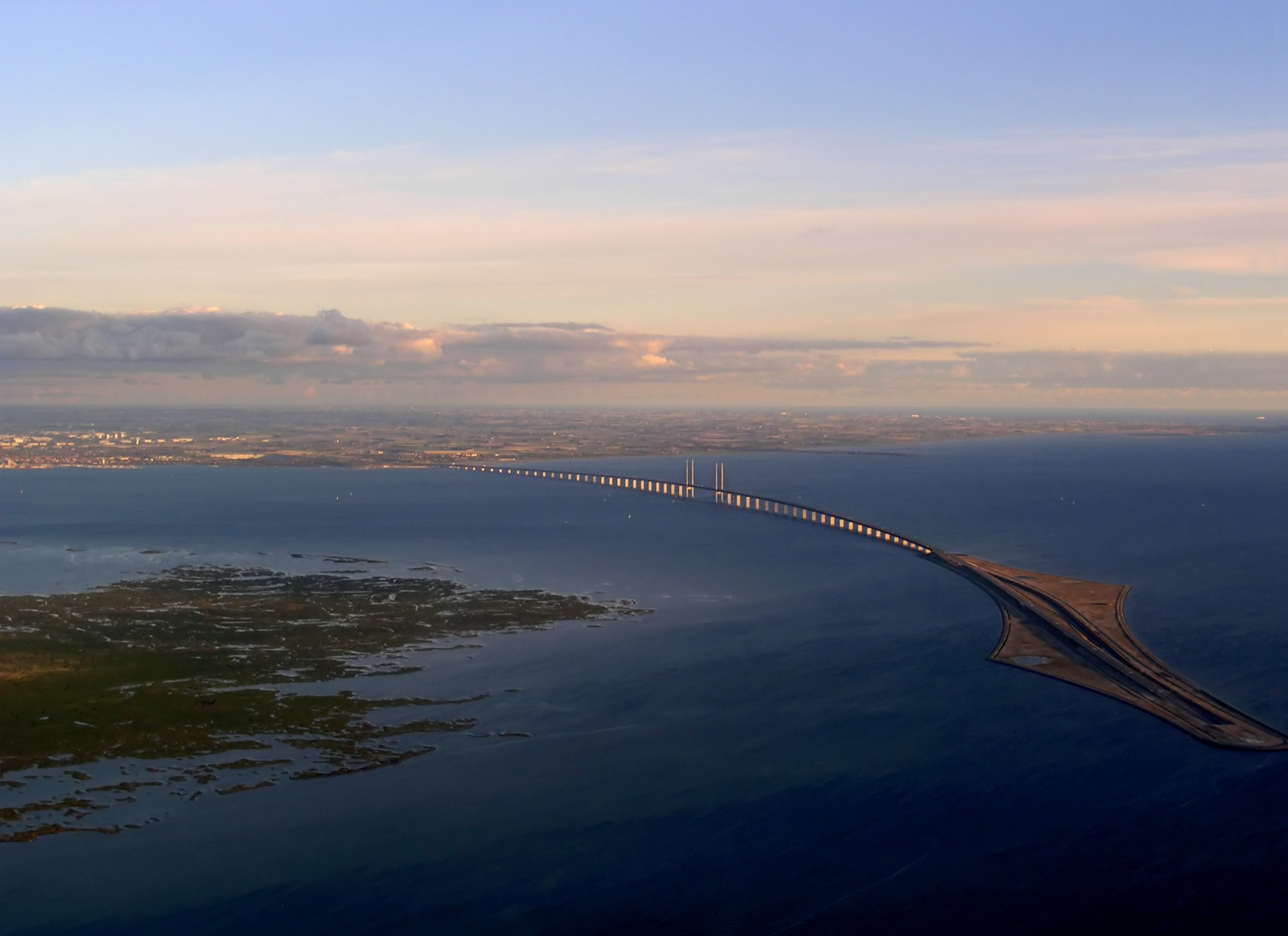
2000年、デンマークとスウェーデンを結ぶオーレスン・リンク開通。

2004年、土星探査機カッシーニ、土星の軌道に投入。

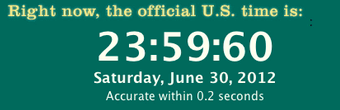
2012年、閏秒挿入。

- 1097年 - 第1回十字軍: ドリュラエウムの戦い。
- 1569年 - ルブリン合同が成立し、同君連合であったポーランド王国とリトアニア大公国が合邦してポーランド・リトアニア共和国になる。
- 1770年 - レクセル彗星が地球から0.0146天文単位まで接近。地球に最も接近した彗星。
- 1859年（安政6年6月2日） - 日米修好通商条約に基づき、神奈川（横浜港）、長崎（長崎港）、箱館（函館港）が開港される。
- 1862年 - 南北戦争: マルバーンヒルの戦い。
- 1863年 - 南北戦争: ゲティスバーグの戦いが始まる。
- 1863年 - オランダの植民地スリナムで奴隷制が廃止。（スリナムの祝日 Keti Koti）
- 1867年 - イギリス議会で英領北アメリカ法が制定され、カナダが連邦自治を開始する。（カナダの建国記念日：カナダ・デー）
- 1867年 - 北ドイツ連邦で首相にオットー・フォン・ビスマルクが就任する。
- 1871年（明治4年5月14日） - 明治政府が神道を国家の宗祀と定める。
- 1873年 - プリンスエドワード島がカナダ連邦政府に加入。
- 1878年 - カナダが万国郵便連合 (UPU) に加盟[1]。
- 1881年 - 世界初の国際電話がカナダ（St. Stephen in New Brunswick）とアメリカ合衆国（Calais, Maine）の間で行われる。
- 1885年 - 専売特許条例施行[2]。
- 1889年 - 東海道本線が全線開通。
- 1890年 - 第1回衆議院議員総選挙が行われる。
- 1890年 - イギリスとドイツがヘルゴランド＝ザンジバル条約を締結。
- 1898年 - 米西戦争: サンファン・ヒルの戦い（英語版）。
- 1903年 - ツール・ド・フランス第1回大会が開幕。7月19日まで。
- 1904年 - 第3回夏季オリンピック・セントルイス大会が開幕。11月23日まで。
- 1908年 - SOSが国際的な遭難信号として採用される。
- 1909年 - 日本陸軍代々木練兵場が完成。
- 1911年 - 第二次モロッコ事件: モロッコの権益を巡り、ドイツとフランスが衝突。
- 1916年 - 第一次世界大戦: ソンムの戦い。初日だけでイギリス軍に2万人の死者、4万人の負傷者が出る。
- 1917年 - 安徽督軍張勲の後ろ盾により清の元皇帝愛新覚羅溥儀が復辟を宣言。（張勲復辟）
- 1918年 - 子供向け文芸雑誌『赤い鳥』が創刊。
- 1918年 - 日本で最初の営業用電車を走らせた京都電気鉄道を京都市が買収。
- 1924年 - 日本で、尺貫法を廃止しメートル法に一本化する度量衡法改正法<（大正10年4月11日法律第71号）が施行[3]。移行まで20年の猶予が設けられるが、後に1959年1月1日まで延期に。
- 1925年 - 中国の広州に中国国民党の国民政府（広州国民政府）が成立。
- 1926年 - 広東国民政府が「北伐宣言」を発表。
- 1927年 - ボーイング・エアー・トランスポート（現在のユナイテッド航空）がシカゴ-サンフランシスコ間で商業航空サービスを開始[4]。
- 1931年 - アメリカの飛行士ウィリー・ポストが世界一周速度記録を達成。
- 1932年 - 中央気象台臨時富士山頂観測所設置。富士山頂での気象観測を開始。
- 1932年 - 総武本線・御茶ノ水 - 両国が開業し、御茶ノ水で中央本線と連絡。
- 1939年 - 日ソ国境紛争: 日本軍がノモンハンで総攻撃を開始。第二次ノモンハン事件が始まる。
- 1942年 - 第二次世界大戦・北アフリカ戦線: 第一次エル・アラメインの戦いが始まる。
- 1942年 - 関門鉄道トンネルで貨物営業開始。
- 1946年 - アメリカがマーシャル諸島で最初の核実験（クロスロード作戦）を実施。
- 1947年 - 公正取引委員会設置。
- 1947年 - フィリピン空軍創設。
- 1948年 - 国鉄白紙ダイヤ改正。
- 1948年 - 宮内省が皇居を宮城と称する告示を廃止[5]。
- 1949年 - 日本国有鉄道が職員に対して第一次人員整理の通告を開始。同年7月12日の第二次人員整理と合わせて95000人が対象となった[6]。
- 1950年 - 青森県弘前市と黒石市を結ぶ弘南鉄道弘南線が開業。
- 1952年 - 戦後、駐留米軍の管理下に置かれていた羽田空港が日本に返還。
- 1952年 - 四国放送（JR、現・JRT）、北日本放送、ラジオ開局。
- 1954年 - 防衛庁設置法・自衛隊法施行により、保安庁が防衛庁に、保安隊・警備隊が自衛隊に改組される。
- 1954年 - 国家地方警察と自治体警察を統合して都道府県警察に移行。
- 1954年 - ラジオ山梨（現・山梨放送）、ラジオ宮崎（現・宮崎放送）開局。
- 1957年 - 国際地球観測年 (IGY) が開始される。1958年12月31日まで。
- 1957年 - 日本専売公社が日本初のフィルター付たばこ「ホープ」を発売。
- 1958年 - ラジオ大阪（OBC）、西日本放送（RNC）テレビ開局。
- 1958年 - 現在の大沼国定公園が認定。
- 1959年 - アメリカとイギリスの間で、ヤード・ポンドおよびそれらの派生単位の値を共通化する協定を締結[7]。
- 1960年 - イタリア領ソマリアが独立、5日前に独立した旧イギリス領ソマリランドと合併してソマリア共和国が成立。
- 1960年 - ガーナが英連邦王国から共和制へ移行し、クワメ・ンクルマが初代大統領に就任。
- 1960年 - 自治庁が自治省に昇格。
- 1960年 - ラジオ沖縄（ROK）開局。
- 1962年 - ルワンダとブルンジがベルギーから独立。
- 1962年 - 巨人・王貞治選手の一本足打法がスタート。
- 1962年 - 第6回参議院議員通常選挙。
- 1963年 - アメリカ合衆国郵便公社がZIPコードを導入。
- 1965年 - 名神高速道路が全線（小牧-西宮間）開通。
- 1967年 - 欧州共同体 (EC) が発足[8]。
- 1968年 - スイスのジュネーヴでアメリカ・ソ連など62カ国が核拡散防止条約（NPT）に調印。
- 1968年 - 日本で郵便番号が導入。
- 1968年 - 電電公社が東京23区でポケットベルのサービスを開始[9]。
- 1969年 - 東京証券取引所が東証株価指数の公表を開始。
- 1970年 - 本州四国連絡橋公団が発足。
- 1970年 - 韓国で郵便番号導入。
- 1971年 - 環境庁発足。
- 1972年 - 当時日本に存在した航空企業3社に対し、事業領域の棲み分けを規定した運輸大臣通達が出される。（45/47体制の始まり）
- 1973年 - 内閣放射能対策本部が4日前の中国の水爆実験の影響で石川県内の雨から平常値の70 - 80倍の放射能検出と発表。
- 1978年 - 静岡県民放送（通称：静岡けんみんテレビ（SKT）、現：静岡朝日テレビ（SATV））開局。
- 1978年 - 東京都交通局（都営交通）の地下鉄1号線を「浅草線」に、6号線を「三田線」に、10号線を「新宿線」に改称。
- 1979年 - ソニーがウォークマンの1号機TPS-L2を発売[9]。
- 1979年 - 静岡第一テレビ（SDT）開局。
- 1980年 - 「オー・カナダ」が正式にカナダの国歌になる。 『オー・カナダ』原詞版を聴く[ヘルプ/ファイル]
- 1981年 - マルチメディア機器メーカー「クリエイティブテクノロジー」が設立された。
- 1982年 - トヨタ自動車工業とトヨタ自動車販売が合併してトヨタ自動車が発足[10]。
- 1984年 - 総理府の外局として総務庁が発足。
- 1985年 - 青森県の国鉄大畑線が私鉄・下北交通に譲渡。
- 1985年 - 豊田商事が破産。
- 1986年 - 内閣が現代仮名遣いを告示。
- 1986年 - 福島県の国鉄丸森線が第三セクター・阿武隈急行に転換。
- 1990年 - ドイツ再統一: 通貨・経済・社会同盟の創設に関する国家条約が発効。東ドイツに西ドイツの通貨・ドイツマルクが導入される。
- 1991年 - ワルシャワ条約機構が正式に解散。
- 1991年 - エフエム京都（α-station）開局。
- 1992年 - 山形新幹線開業。
- 1993年 - にっかつ（現、日活）が東京地裁に会社更生法の適用を申請。
- 1995年 - 製造物責任法（PL法）が施行。
- 1995年 - NTTパーソナルが首都圏と札幌でPHSのサービスを開始。
- 1996年 - 女流棋士の清水市代が女流王将を奪還し、女流名人・女流王位・倉敷藤花と合わせて史上初の女流四冠独占を達成。
- 1997年 - 香港がイギリスから中華人民共和国へ返還される。香港特別行政区初代行政長官に董建華が就任。
- 1998年 - 京王帝都電鉄が社名を京王電鉄に変更。
- 1999年 - NTTが持株会社化、NTT西日本、NTT東日本、NTTコミュニケーションズに分割。
- 2000年 - 金融監督庁を金融庁に改組。
- 2000年 - デンマークとスウェーデンとを結ぶオーレスン・リンク（オーレスン橋）が開通。
- 2002年 - 読売新聞社がグループ再編、持株会社として読売新聞グループ本社発足。
- 2002年 - ローマ規程発効により、国際刑事裁判所が設置される。
- 2002年 - ウルーズガーン州の結婚式パーティー空爆が行われる。
- 2002年 - ユーバーリンゲン空中衝突事故発生。
- 2003年 - 長崎男児誘拐殺人事件発生。
- 2003年 - 食糧庁廃止。
- 2003年 - 大阪証券取引所がヘラクレス指数の公表を開始。
- 2004年 - アメリカの土星探査機カッシーニが土星の軌道に投入[11]。
- 2004年 - ドイツの連邦大統領にホルスト・ケーラーが就任。
- 2006年 - 青蔵鉄道（青海チベット鉄道）が全通。
- 2008年 - 山梨県を含めた関東地方全都県及び沖縄県を最後に、日本全国一斉にたばこ自動販売機の識別ICカード「taspo」の導入を開始。
- 2008年 - NTTドコモが8地域会社を本部へ統合。
- 2009年 - 女優の森光子に国民栄誉賞が贈られる。
- 2010年 - 運輸多目的衛星MTSAT-2（ひまわり7号）での気象観測を開始。
- 2012年 - 閏秒が導入。6月30日23時59分59秒と7月1日0時0分0秒 (UTC) の間に23時59分60秒が挿入された。
- 2013年 - クロアチアが欧州連合に加盟。
- 2014年 - 日本の集団的自衛権の行使容認が閣議決定される。
- 2014年 - 大阪府都市開発が南海電鉄の子会社となり社名を泉北高速鉄道に改称。
- 2015年 - 閏秒が導入。6月30日23時59分59秒と7月1日0時0分0秒 (UTC) の間に23時59分60秒が挿入された。
- 2016年 - バングラデシュの首都ダッカの飲食店に武装集団が襲撃。邦人7名を含む20人が死亡した。
- 2019年 - 日本において、31年ぶりに商業捕鯨が再開される。
- 2022年 - ロシアのウクライナ侵攻: セルヒイフカへのミサイル攻撃。
- 2022年 - イスラエルの第19代首相にヤイル・ラピドが就任。

## 誕生日

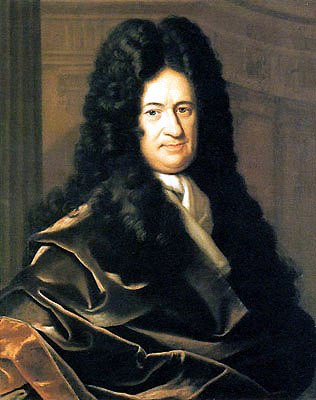
ゴットフリート・ライプニッツ(1646-1716)

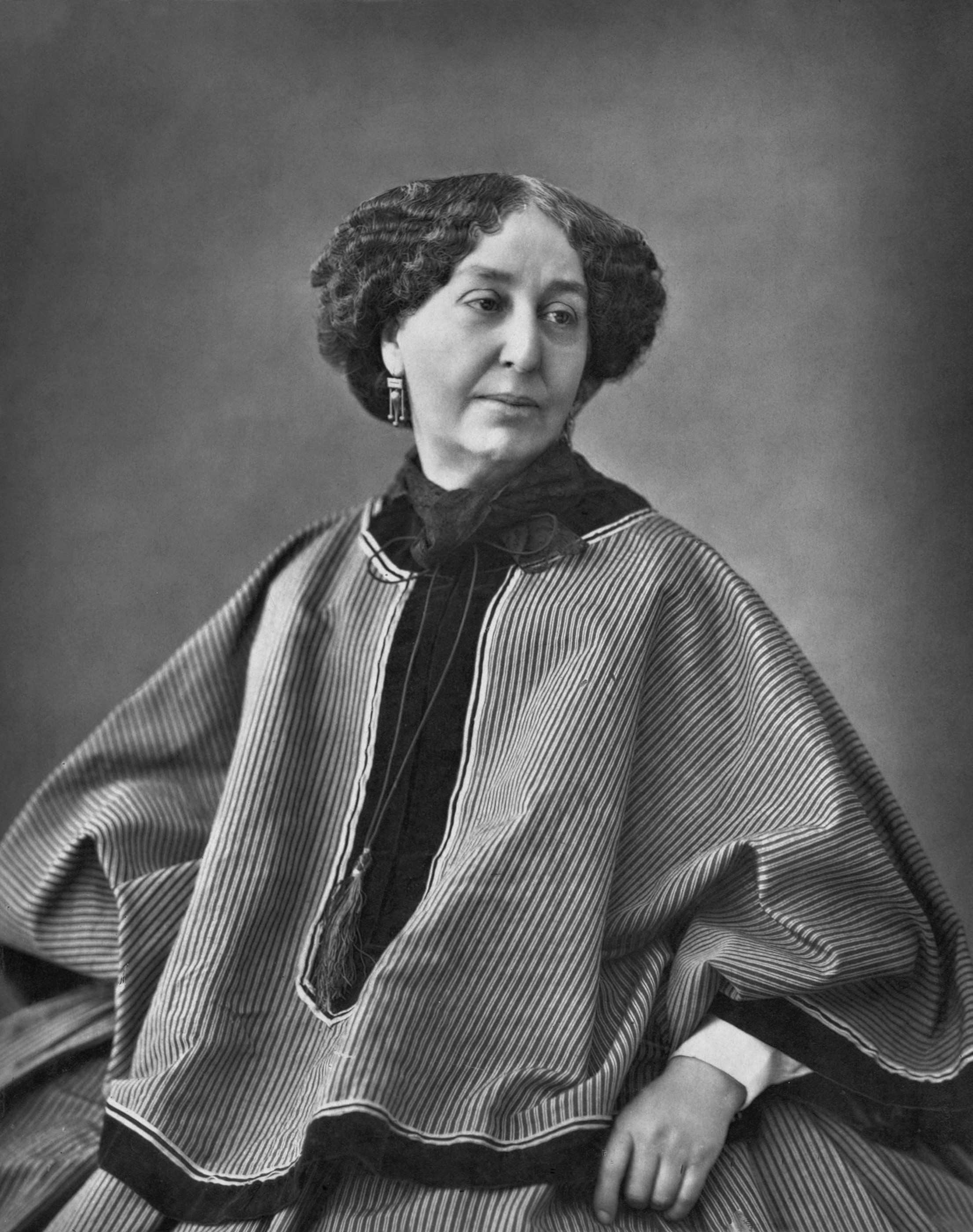
ジョルジュ・サンド(1804-1876)

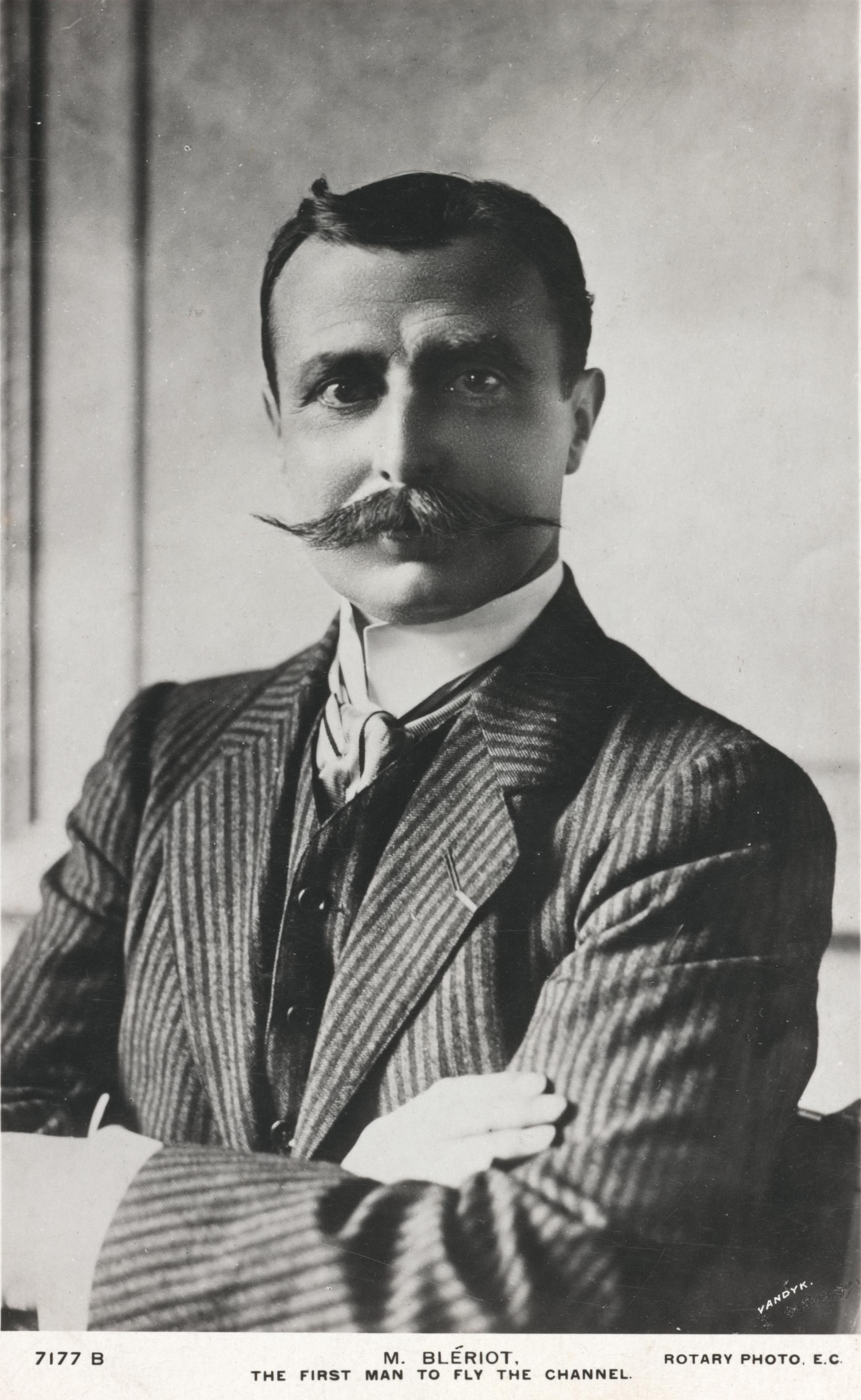
ルイ・ブレリオ(1872-1936)

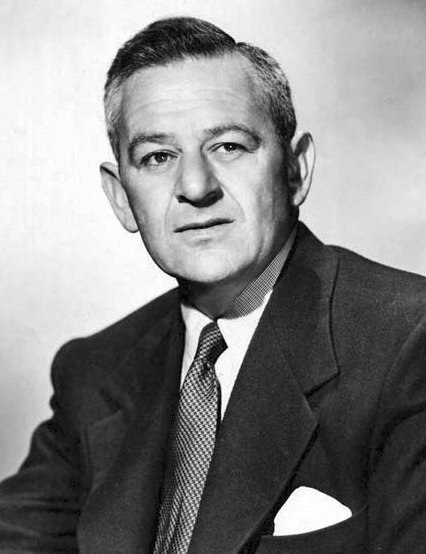
ウィリアム・ワイラー(1902-1981)

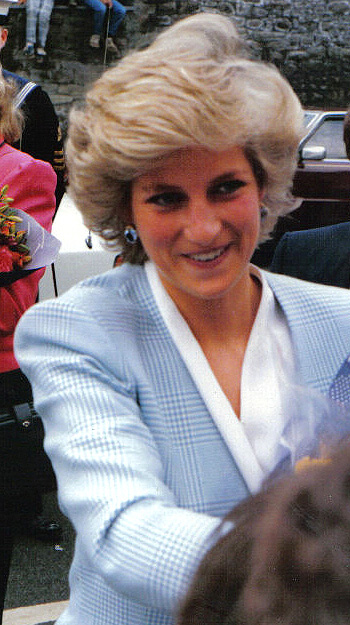
ダイアナ(1961-1997)

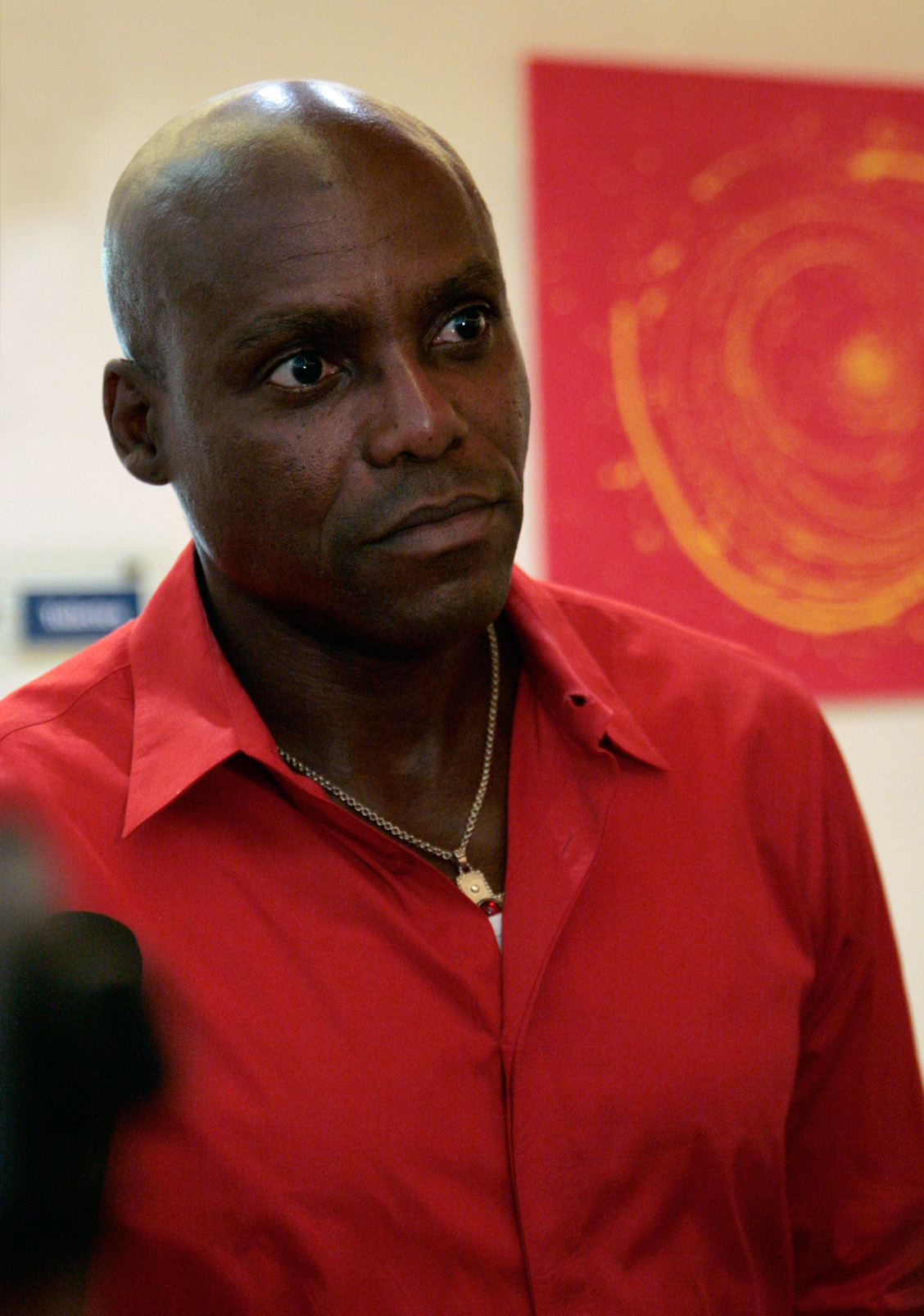
カール・ルイス(1961-)

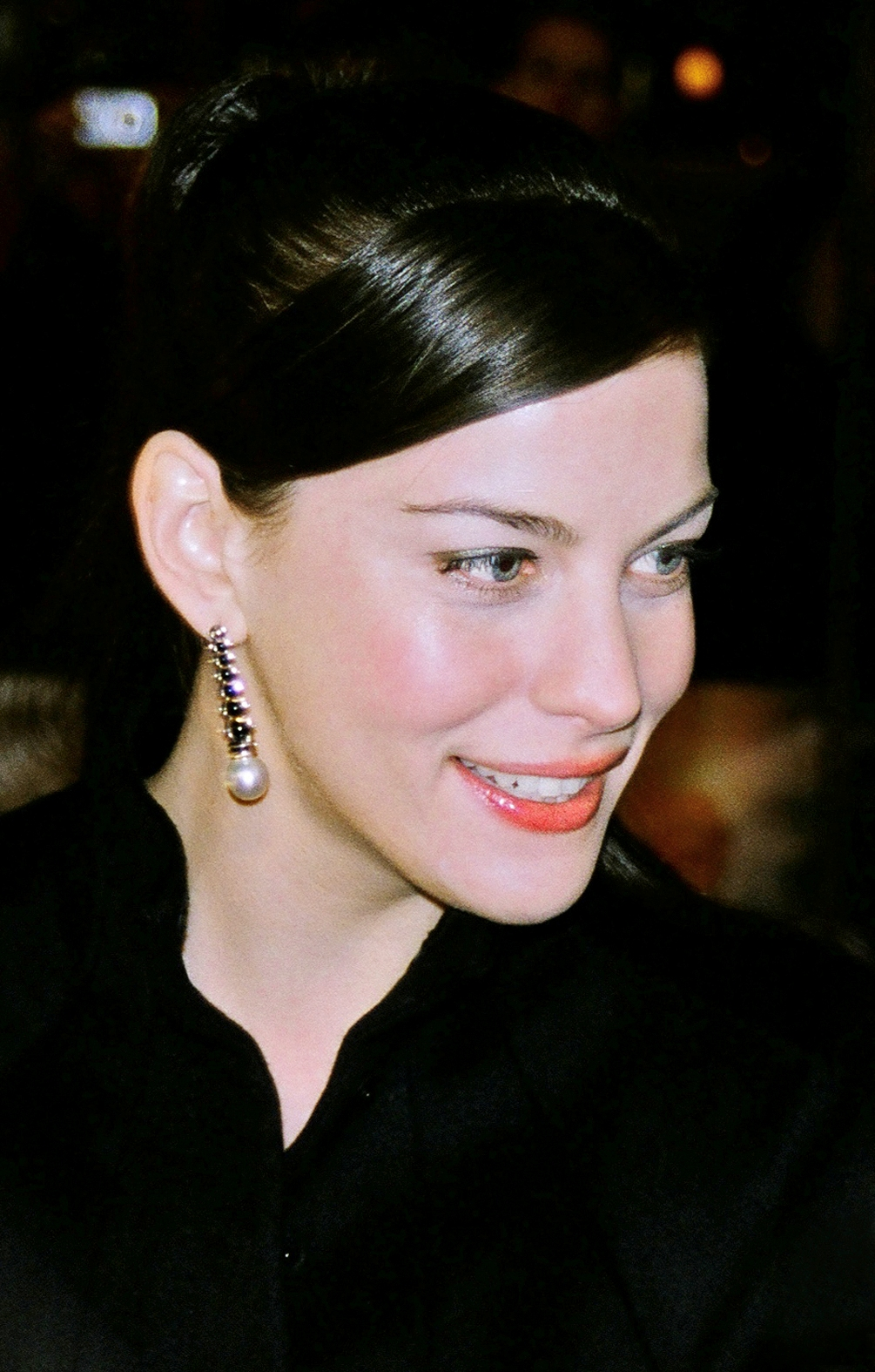
リヴ・タイラー(1977-)

- 1481年 - クリスチャン2世、デンマーク王（+ 1559年）
- 1506年 - ラヨシュ2世、ハンガリー王（+ 1526年）
- 1610年（慶長15年5月11日） - 秋月種春、高鍋藩主（+ 1659年）
- 1646年 - ゴットフリート・ライプニッツ、哲学者、数学者（+ 1716年）
- 1653年（承応2年6月7日） - 木下公定、足守藩主（+ 1731年）
- 1741年（寛保元年5月19日） - 内藤政苗、挙母藩主（+ 1802年）
- 1746年（延享3年5月13日） - 吉川経倫、岩国領7代領主（+ 1803年）
- 1780年 - カール・フォン・クラウゼヴィッツ、軍人、軍事学者（+ 1831年）
- 1784年（天明4年5月14日） - 細川立之、宇土藩主（+ 1818年）
- 1788年 - ジャン＝ヴィクトル・ポンスレ、数学者（+ 1867年）
- 1788年（天明8年5月28日） - 土岐頼潤、沼田藩主（+ 1826年）
- 1804年 - ジョルジュ・サンド、作家（+ 1876年）
- 1807年（文化8年5月26日） - 松平勝権、多古藩主（+ 1868年）
- 1822年 - エリーゼ・リスト、ソプラノ歌手（+ 1893年）
- 1823年（文政6年5月23日） - 松前良広、松前藩主（+ 1839年）
- 1831年 - ヴォイチェフ・ゲルソン、画家（+ 1901年）
- 1857年 - ロジャー・コナー、元プロ野球選手（+ 1931年）
- 1860年 - 三宅米吉、歴史学者、教育者（+ 1929年）
- 1861年 - ジョン・クラークソン、元プロ野球選手（+ 1909年）
- 1862年 - デビッド・ホワイト、地質学者、古植物学者（+ 1935年）
- 1870年（明治3年6月3日） - 坂田三吉、将棋棋士（+ 1946年）
- 1872年 - ルイ・ブレリオ、航空技術者（+ 1936年）
- 1875年 - 二反長音蔵、農民、農業技術者（+ 1951年）
- 1881年 - エドワード・ベイリー、地質学者（+ 1965年）
- 1885年 - 大橋進一、実業家、博文館第3代館主（+ 1959年）
- 1888年 - ベン・テイラー、元プロ野球選手（+ 1953年）
- 1890年 - 多田等観、僧侶、仏教学者（+ 1967年）
- 1890年 - 高村豊周、鋳金家（+ 1972年）
- 1893年 - 獅子文六、小説家（+ 1969年）
- 1896年 - 高良とみ、婦人運動家、政治家（+ 1993年）
- 1898年 - 田中勝雄、野球選手（+ 1995年）
- 1899年 - チャールズ・ロートン、俳優（+ 1962年）
- 1902年 - ウィリアム・ワイラー、映画監督（+ 1981年）
- 1903年 - エミー・ジョンソン、パイロット（+ 1941年）
- 1903年 - 江口夜詩、作曲家（+ 1978年）
- 1906年 - エスティ・ローダー、エスティローダー創業者（+ 2004年）
- 1906年 - ジャン・デュドネ、数学者（+ 1992年）
- 1907年 - 安住敦、俳人、随筆家（+ 1988年）
- 1911年 - セルゲイ・ソコロフ、陸軍軍人、国防大臣（+ 2012年）
- 1913年 - 横井英樹、実業家（+ 1998年）
- 1916年 - オリヴィア・デ・ハヴィランド、女優（+ 2020年）
- 1918年 - 西河克己、映画監督（+ 2010年）
- 1920年 - ハロルド坂田、俳優、レスラー、重量挙げ選手（+ 1982年）
- 1921年 - セレツェ・カーマ、政治家、ボツワナ初代大統領（+ 1980年）
- 1924年 - 大原一三、政治家、第23代農林水産大臣（+ 2005年）
- 1924年 - 杉田庄一、海軍軍人（+ 1945年）
- 1925年 - 荒木茂、元プロ野球選手
- 1929年 - ジェラルド・モーリス・エデルマン、生物学者（+ 2014年）
- 1930年 - ゴンサロ・サンチェス・デ・ロサダ、政治家、元ボリビア大統領
- 1930年 - 西田亨、元プロ野球選手（+ 2003年）
- 1930年 - キャロル・チョムスキー、言語学者（+ 2008年）
- 1931年 - 椙本勝、元プロ野球選手
- 1933年 - 黒岩弘、元プロ野球選手
- 1933年 - 瀬能礼子、女優、声優（+ 2017年）
- 1933年 - 川崎敬三、俳優（+ 2015年）
- 1934年 - シドニー・ポラック、映画監督、俳優、映画プロデューサー（+ 2008年）
- 1934年 - クロード・ベリ、映画監督、俳優、映画プロデューサー（+ 2009年）
- 1935年 - 大矢根博臣、元プロ野球選手
- 1935年 - デヴィッド・プラウズ、俳優（+ 2020年）
- 1937年 - 浅井慎平、写真家
- 1938年 - 北浜晴子、声優（+ 2023年）
- 1939年 - 馬場章夫、ラジオパーソナリティ、冒険家、タレント
- 1940年 - 山本圭、俳優（+ 2022年）
- 1941年 - マイロン・ショールズ、経済学者
- 1941年 - 横内正、俳優
- 1941年 - 石黒和弘、元プロ野球選手（+ 2015年）
- 1942年 - 大下八郎、歌手
- 1942年 - 萩野虔一、政治家
- 1942年 - 小橋優、元プロ野球選手
- 1942年 - ジュヌヴィエーヴ・ビュジョルド、女優
- 1944年 - 大倉英貴、元プロ野球選手
- 1945年 - 車谷長吉、作家、俳人（+ 2015年）
- 1946年 - 佐藤正治、声優
- 1947年 - 星野一義、レーサー
- 1948年 - アルナ・シャンバグ、看護師（+ 2015年）
- 1949年 - 原秀二、元アナウンサー
- 1951年 - テレンス・マン、ミュージカル俳優
- 1952年 - 山岡淳二、アクション監督（+ 2021年）
- 1952年 - 田丸美寿々、ニュースキャスター
- 1952年 - 橋本一子、ピアニスト、音楽家
- 1952年 - ダン・エイクロイド、コメディアン、俳優
- 1952年 - アブドゥルカデル・カミル・モハメッド、政治家、第6代ジブチ首相
- 1953年 - ながいのりあき、漫画家
- 1955年 - 明石家さんま、お笑いタレント
- 1955年 - ニコライ・デミジェンコ、ピアニスト
- 1955年 - 李克強、中華人民共和国第7代国務院総理（+ 2023年）
- 1956年 - 五代高之、俳優
- 1958年 - 山本健司、作曲家、編曲家
- 1958年 - 岡田斗司夫、作家
- 1958年 - 石田重廣、実業家、タレント
- 1959年 - 逆木圭一郎、声優、俳優
- 1959年 - 伊藤直司、元サッカー選手、指導者
- 1960年 - 石井康嗣[12]、声優、ナレーター
- 1960年 - 香山リカ、精神科医
- 1960年 - 藤田恭一、ファッションデザイナー
- 1960年 - まついなつき、漫画家、エッセイスト（+ 2020年）
- 1961年 - ダイアナ・スペンサー、イギリス王太子妃（+ 1997年）
- 1961年 - カール・ルイス、元陸上選手
- 1962年 - 鷹西美佳、元アナウンサー
- 1962年 - 三杉里公似、元大相撲小結、年寄17代濱風
- 1964年 - 佐藤智恵、声優
- 1964年 - ダンテ・ラム、映画監督
- 1964年 - 藤田秀世、俳優（ナイロン100℃）
- 1965年 - 石橋通宏、政治家
- 1965年 - 江頭2:50、お笑いタレント
- 1965年 - TOKIE、ベーシスト、
- 1965年 - ハラルド・ズワルト、映画監督
- 1965年 - 山口祥義、政治家
- 1966年 - 中川緑、アナウンサー
- 1967年 - パメラ・アンダーソン、モデル、女優
- 1968年 - 青木定治、パティシエ
- 1968年 - 今泉清保、アナウンサー
- 1968年 - 小島圭市、元プロ野球選手
- 1968年 - 榊原勝也、元プロ野球選手
- 1968年 - 中路啓太、小説家
- 1968年 - 村岡弘之、俳優
- 1968年 - 森田樹優、声優
- 1969年 - 桧山進次郎、元プロ野球選手
- 1970年 - 幸田正広、元プロ野球選手
- 1970年 - ケリーサイモン、ギタリスト、シンガーソングライター
- 1971年 - 鳥越裕介、元プロ野球選手
- 1971年 - 上原三枝、元スピードスケート長距離選手
- 1971年 - イゴール・パシケビッチ、フィギュアスケート選手（+ 2016年）
- 1972年 - 関口知宏、俳優
- 1972年 - 稲田徹[13]、声優
- 1972年 - 柴田ヨクサル、漫画家
- 1974年 - ジェファーソン・ペレス、陸上選手
- 1975年 - スフィアン・スティーヴンス、ソングライター
- 1976年 - 鈴村裕輔、野球史研究家
- 1976年 - ジャスティン・ロー（側田）、歌手
- 1976年 - ルート・ファン・ニステルローイ、元サッカー選手
- 1976年 - パトリック・クライファート、元サッカー選手
- 1977年 - リヴ・タイラー、女優
- 1977年 - 春日王克昌、元大相撲力士
- 1977年 - 谷浩弥、元プロ野球選手
- 1977年 - 浦田理恵、ゴールボール選手
- 1978年 - Akeboshi、シンガーソングライター
- 1978年 - 北沢直樹、キャラクターデザイナー
- 1978年 - 岡本三代、元サッカー選手、指導者
- 1978年 - 橋本俊治、元ラグビー選手
- 1979年 - 玉城俊幸、お笑いタレント（キャン×キャン）
- 1980年 - ネルソン・クルーズ、プロ野球選手
- 1981年 - ジョナソン・ハント、フィギュアスケート選手
- 1982年 - ヨアキム・ヨハンソン、テニス選手
- 1982年 - 藤井孝太郎、STVアナウンサー
- 1983年 - イトゥク、歌手、タレント（SUPER JUNIOR）
- 1983年 - 大橋良隆、元サッカー選手、指導者
- 1983年 - 桜井広大、元プロ野球選手
- 1983年 - 十川雄二、元プロ野球選手
- 1984年 - 板橋駿谷、俳優、ラッパー
- 1984年 - モルガン・デュブレ、スーパーモデル
- 1985年 - 桜井のりお、漫画家
- 1985年 - 平岡政樹、元プロ野球選手
- 1985年 - 山内壮馬、元プロ野球選手
- 1985年 - レア・セドゥ、女優
- 1986年 - 岩崎諒太、声優
- 1986年 - 鈴木理加、アナウンサー
- 1986年 - 福澤達哉、元バレーボール選手
- 1986年 - チャーリー・ブラックモン、プロ野球選手
- 1987年 - 林宥嘉、歌手
- 1987年 - 青木梓、陸上選手
- 1987年 - 奥田実里、元プロ野球選手
- 1990年 - 佐藤夏希、元アイドル（元AKB48）
- 1990年 - ルーカス・ゲニューシャス、ピアニスト
- 1992年 - 野崎夏帆、ファッションモデル
- 1992年 - 橋本千紘、プロレスラー
- 1992年 - 松澤裕介、元プロ野球選手
- 1992年 - アーロン・サンチェス、プロ野球選手
- 1992年 - アウスゲイル、シンガーソングライター
- 1993年 - 神山智洋、アイドル（WEST.）
- 1993年 - 前田誠二、声優、歌手、舞台俳優
- 1994年 - 岡本杏理、ファッションモデル、女優
- 1994年 - 宗田淑、ファッションモデル
- 1995年 - 宮台康平、元プロ野球選手
- 1995年 - テヨン、アイドル（NCT）
- 1996年 - アデリナ・ソトニコワ、元フィギュアスケート選手
- 1996年 - Kijibato、音楽家、ボカロP
- 1996年 - 若林有子、アナウンサー
- 1997年 - 金子りえ、元アイドル（元ハロプロ研修生）
- 1997年 - 新田ひより、声優
- 1997年 - 竹石尚人、元陸上選手
- 1997年 - ちびさいKYOKA、総合格闘家
- 1998年 - 岡本夏美、ファッションモデル、女優
- 1998年 - アレキサンドラ・ゴロフキナ、フィギュアスケート選手
- 1998年 - 勝みなみ、プロゴルファー
- 1998年 - 森山みなみ、アナウンサー
- 1999年 - 上月せれな、アイドル
- 2003年 - ペイトン尚未、声優、アイドル（Liella!、元アイドルING!!!）
- 2003年 - 松浦慶斗、プロ野球選手
- 2003年 - テイト・マクレー、シンガーソングライター
- 2004年 - 桑島海空、グラビアアイドル
- 2004年 - 原田快、フットサル選手
- 2008年 - 吉岡優奈、ファッションモデル
- 生年不詳 - 竹岡美穂、イラストレーター
- 生年不詳 - のっき、イラストレーター
- 生年不詳 - 勝田晶子、声優
- 生年不詳 - 水谷麻鈴、声優
- 生年不詳 - AZKi、VTuber
- 生年不詳 - 天宮こころ、VTuber

## 忌日

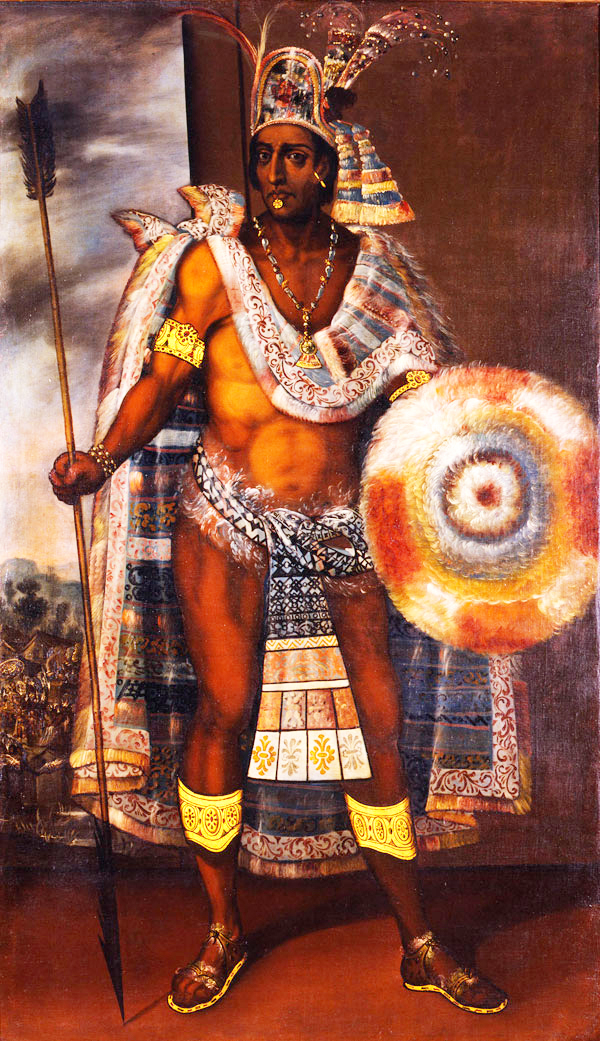
第9代アステカ皇帝モクテスマ2世(1466-1520)没。

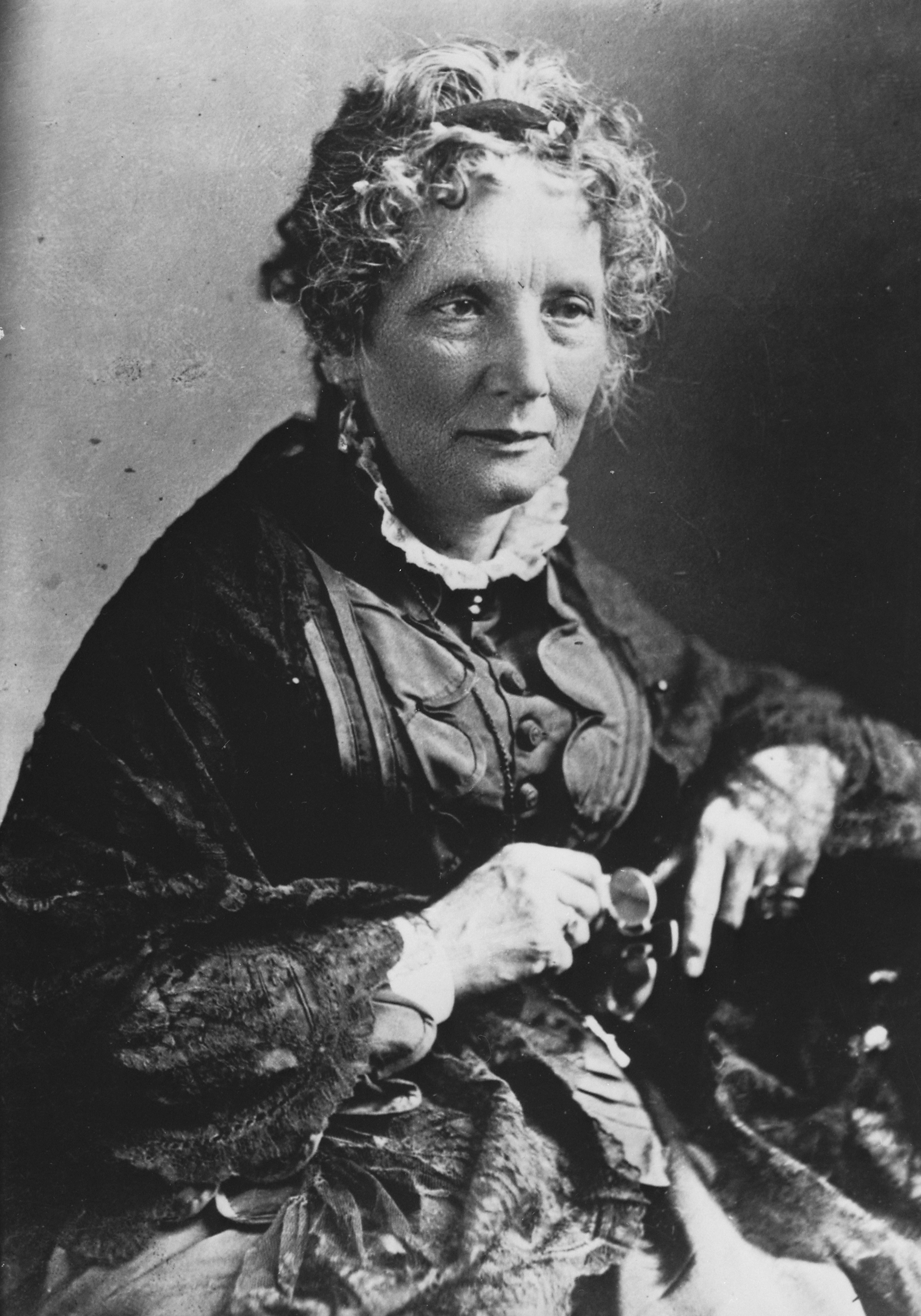
作家、奴隷制廃止論者ハリエット・ビーチャー・ストウ(1811-1896)没。

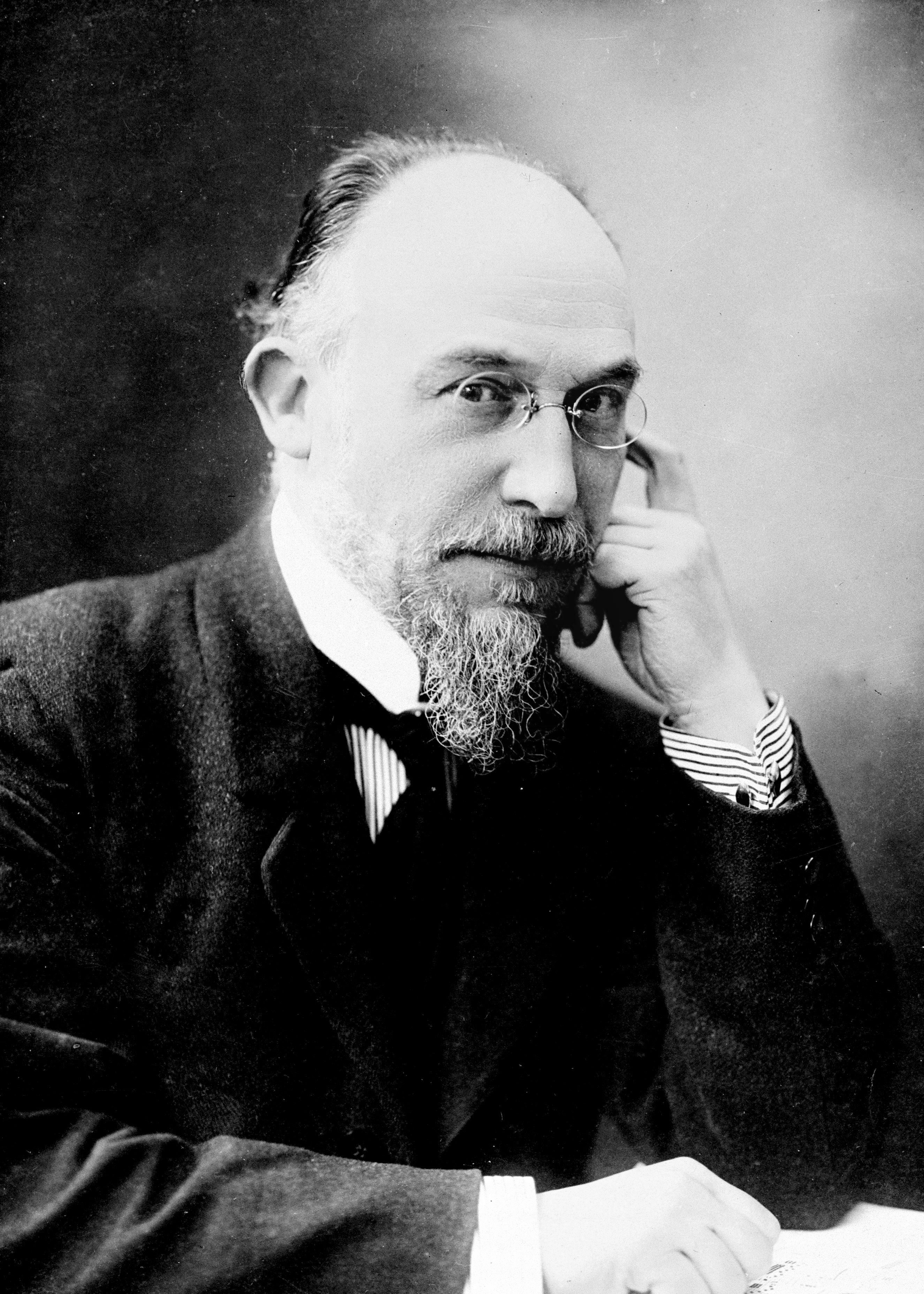
作曲家エリック・サティ(1866-1925)没。

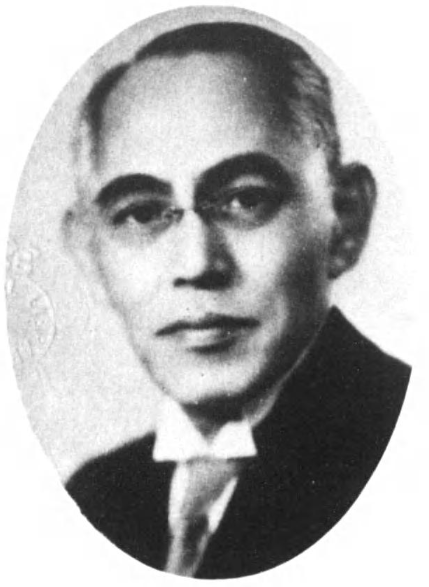
実業家大倉和親(1875-1955)没。

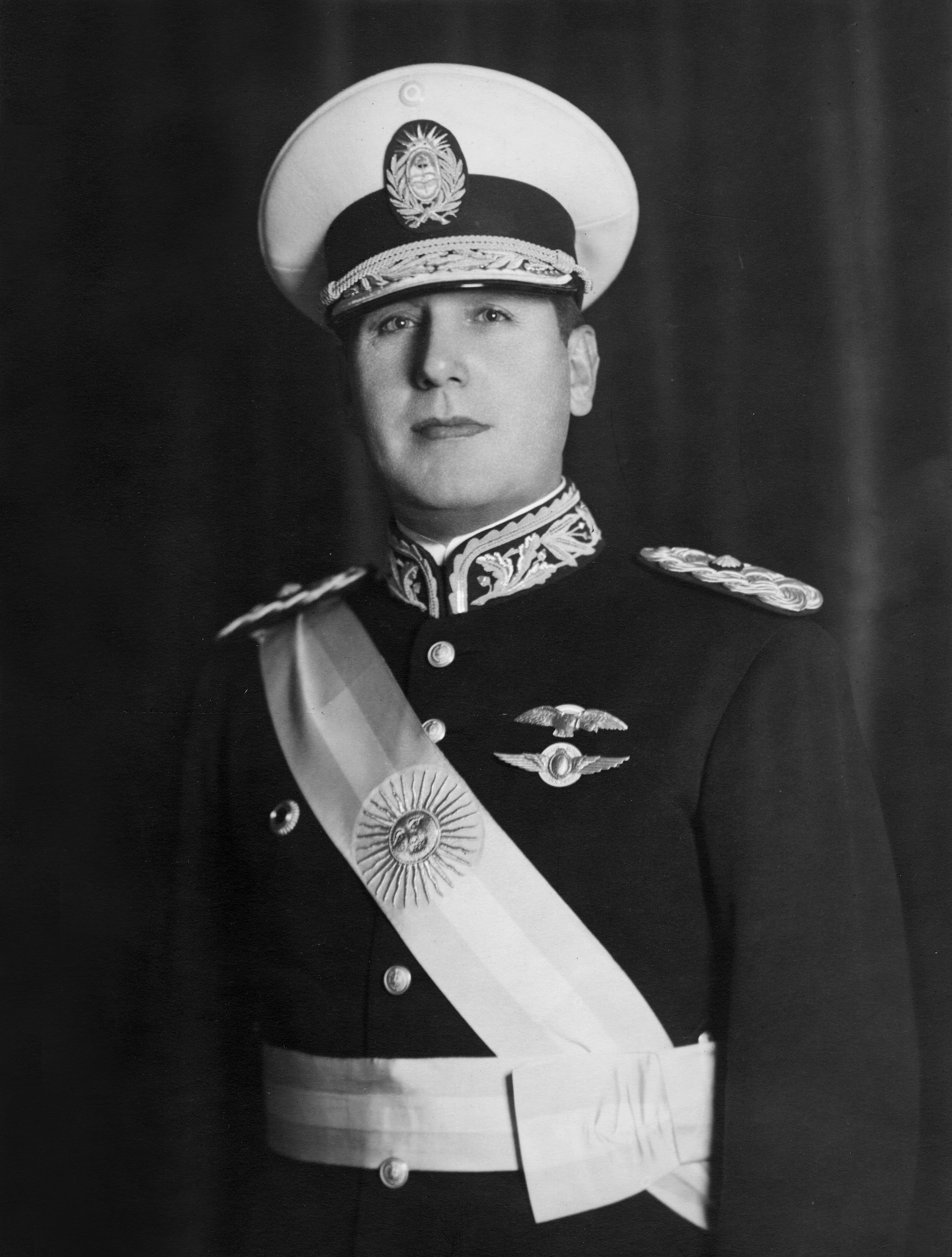
アルゼンチン共和国第28・39代大統領フアン・ペロン(1895-1974)没。

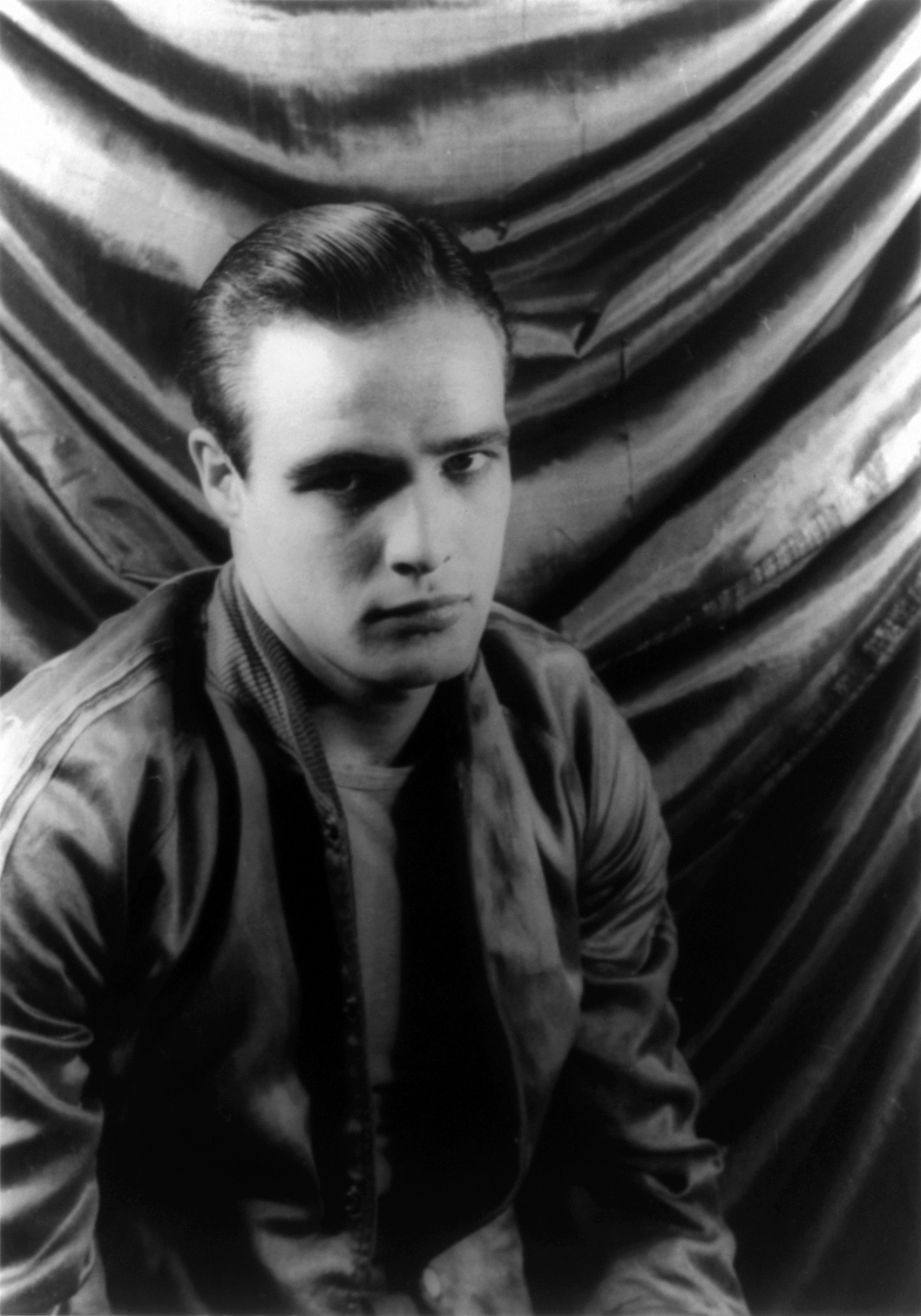
俳優マーロン・ブランド(1924-2004)没。

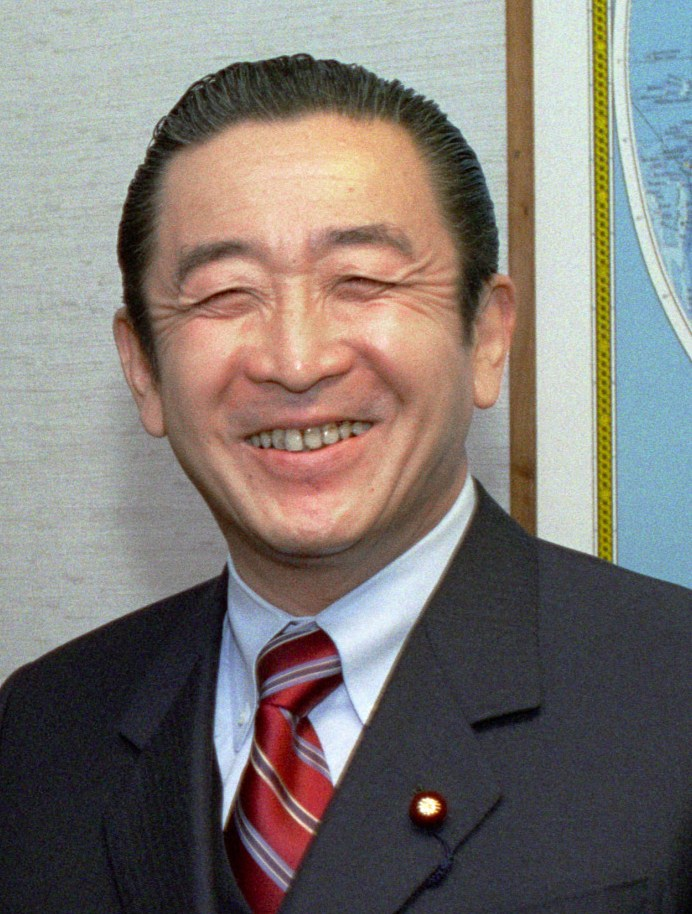
第82-83代内閣総理大臣橋本龍太郎(1937-2006)没。

- 868年 - アリー・ハーディー、イスラム教シーア派十二イマーム派の第10代イマーム（* 828年）
- 1109年 - アルフォンソ6世、カスティーリャ王（* 1040年）
- 1224年（元仁元年6月13日） - 北条義時、鎌倉幕府第2代執権（* 1163年）
- 1277年 - バイバルス、マムルーク朝第5代スルターン（* 1223年頃）
- 1520年 - モクテスマ2世、アステカ帝国皇帝（* 1466年）
- 1583年（天正11年5月12日） - 佐久間盛政、織田氏の家臣（* 1554年）
- 1592年 - マルカントニオ・インジェニェーリ、作曲家（* 1547年）
- 1625年（寛永2年5月27日）- 亀姫、徳川家康の長女、奥平信昌の正室（* 1560年）
- 1699年（元禄12年6月5日）- 徳川綱誠、第3代尾張藩主（* 1652年）
- 1736年 - アフメト3世、オスマン帝国スルタン（* 1673年）
- 1782年 - ロッキンガム侯チャールズ・ワトソン＝ウェントワース、貴族、イギリス首相（* 1730年）
- 1784年 - ヴィルヘルム・フリーデマン・バッハ、作曲家（* 1710年）
- 1839年 - マフムト2世、オスマン帝国第30代皇帝（* 1785年）
- 1841年 - ニコラ・アペール、食品加工業者、びん詰め保存食品考案者（* 1749年）
- 1847年 - ゲオルク・フリードリヒ・ケルスティンク、画家（* 1785年）
- 1860年 - チャールズ・グッドイヤー、発明家、ゴム加硫法発明者（* 1800年）
- 1876年 - ミハイル・バクーニン、哲学者、無政府主義者（* 1814年）
- 1881年 - アンリ・エティエンヌ・サント＝クレール・ドビーユ、化学者（* 1818年）
- 1884年 - アラン・ピンカートン、私立探偵、ピンカートン探偵社創業者（* 1819年）
- 1885年 - ヘルマン・フォン・フェーリング、化学者、フェーリング液開発者（* 1812年）
- 1896年 - ハリエット・ビーチャー・ストウ、アメリカの奴隷制廃止論者、作家（* 1811年）
- 1898年 - ジークフリート・マルクス、発明家（* 1831年）
- 1904年 - ジョージ・フレデリック・ワッツ、画家、彫刻家（* 1817年）
- 1905年 - ジョン・ヘイ、政治家、外交官、作家、ジャーナリスト（* 1838年）
- 1908年 - 児島惟謙、政治家、大審院判事（* 1837年）
- 1915年 - ヨハン・エイクマン、薬学者、化学者（* 1851年）
- 1925年 - エリック・サティ、作曲家（* 1866年）
- 1934年 - 三岸好太郎、画家（* 1903年）
- 1934年 - エルンスト・レーム、ナチス突撃隊創始者（* 1887年）
- 1944年 - ターニャ・サヴィチェワ、『ターニャの日記』の著作者（* 1930年）
- 1948年 - 水木京太、劇作家、演劇評論家（* 1894年）
- 1950年 - エミール・ジャック＝ダルクローズ、作曲家、音楽教育家（* 1865年）
- 1950年 - エリエル・サーリネン、建築家（* 1873年）
- 1955年 - 大倉和親、実業家、日本陶器（現ノリタケ）初代社長、東洋陶器（現TOTO）・日本碍子・伊奈製陶（後のINAX、現LIXIL）元社長（* 1875年）
- 1961年 - ルイ＝フェルディナン・セリーヌ、小説家、医師（* 1894年）
- 1964年 - ピエール・モントゥー、指揮者（* 1875年）
- 1967年 - 清瀬川敬之助、元大相撲関脇、年寄5代伊勢ヶ濱（* 1893年）
- 1968年 - エドウィン・ボーリング、心理学者（* 1886年）
- 1969年 - 山内健二[14]、実業家、山之内製薬創業者（* 1899年）
- 1971年 - ローレンス・ブラッグ、物理学者（* 1890年）
- 1973年 - ローレンス・ハモンド、エンジニア、ノバコード発明者（* 1895年）
- 1974年 - フアン・ペロン、政治家、第28・39代アルゼンチン大統領（* 1895年）
- 1978年 - クルト・シュトゥデント、ドイツ空軍軍人（* 1890年）
- 1979年 - 瀧口修造、美術評論家、詩人、画家（* 1903年）
- 1980年 - チャールズ・パーシー・スノー、物理学者、小説家（* 1905年）
- 1981年 - マルセル・ブロイヤー、建築家、家具デザイナー（* 1902年）
- 1981年 - ズデニェク・ブリアン、画家、イラストレーター、古美術家（* 1905年）
- 1981年 - ジョージ・ヴォスコヴェック（英語版）、俳優（* 1905年）
- 1981年 - 村上武雄、実業家、元東京ガス社長（* 1919年）
- 1983年 - バックミンスター・フラー、建築家、数学者（* 1895年）
- 1984年 - 横田正俊、裁判官、第4代最高裁判所長官（* 1899年）
- 1985年 - 本田良寛、医師（* 1925年）
- 1989年 - 濱田成徳、元官僚、第3代東海大学学長、元東京女子大学理事長（* 1900年）
- 1991年 - マイケル・ランドン、映画監督、俳優、脚本家（* 1936年）
- 1992年 - スタン・フレイジャー、プロレスラー（* 1937年）
- 1992年 - 松本照夫、元プロ野球選手（* 1943年）
- 1993年 - 村上泰亮、経済学者、評論家（* 1931年）
- 1995年 - ウルフマン・ジャック、ラジオDJ（* 1938年）
- 1996年 - マーゴ・ヘミングウェイ、女優（* 1955年）
- 1997年 - ロバート・ミッチャム、俳優（* 1917年）
- 1998年 - 豊登道春、プロレスラー（* 1931年）
- 1999年 - エドワード・ドミトリク、映画監督（* 1908年）
- 1999年 - シルヴィア・シドニー、女優（* 1910年）
- 2000年 - 宇都宮徳馬、政治家、実業家、ミノファーゲン製薬創業者（* 1906年）
- 2000年 - ウォルター・マッソー、俳優（* 1920年）
- 2001年 - ニコライ・バソフ、物理学者（* 1922年）
- 2001年 - ハリーナ・チェルニー＝ステファンスカ、ピアニスト（* 1922年）
- 2002年 - 浅沼良次、郷土史家（* 1921年）
- 2002年 - 長谷川広、囲碁棋士（* 1981年）
- 2003年 - ニカウ、俳優（* 生年不詳）
- 2004年 - マーロン・ブランド、俳優（* 1924年）
- 2004年 - 高畠導宏、元プロ野球選手（* 1944年）
- 2005年 - 萩原葉子、小説家（* 1920年）
- 2005年 - ルーサー・ヴァンドロス、R&B歌手（* 1951年）
- 2005年 - 天野滋、ミュージシャン（* 1953年）
- 2006年 - 橋本龍太郎、政治家、第82-83代内閣総理大臣（* 1937年）
- 2008年 - 佐竹昭広、国文学者、万葉学者、京都大学名誉教授（* 1927年）
- 2009年 - カール・マルデン、俳優（* 1912年）
- 2009年 - 保田隆芳、騎手、調教師（* 1920年）
- 2009年 - リュドミラ・ズィキナ、民謡歌手（* 1929年）
- 2009年 - アレクシス・アルゲリョ、プロボクサー、元WBA世界フェザー級チャンピオン、元ニカラグアマナグア市長（* 1952年）
- 2010年 - アイリーン・ウッズ、声優、歌手、画家（* 1929年）
- 2011年 - 井上早苗、テニス選手（* 1913年）
- 2011年 - 安井武、脚本家、演出家（* 1934年）
- 2011年 - 6代目杵屋正次郎、長唄三味線方（* 1935年）
- 2012年 - 渡辺紀、政治家、元静岡県富士宮市長（* 1930年）
- 2013年 - 島津国臣、実業家、元TBS取締役（* 1917年）
- 2013年 - 武智文雄、元プロ野球選手（* 1926年）
- 2014年 - ウォルター・ディーン・マイヤーズ、小説家（* 1937年）
- 2014年 - アナトリー・コルヌコフ、軍人、元ロシア空軍総司令官（* 1942年）
- 2014年 - 井沢義明、ラグビー選手（* 1947年）
- 2015年 - セルジオ・ソリーマ、映画監督、脚本家（* 1921年）
- 2016年 - ウードクシー・バブール、スーパーセンテナリアン（* 1901年）
- 2016年 - イヴ・ボヌフォワ、詩人、文芸評論家、翻訳家（* 1923年）
- 2016年 - 巴里夫、漫画家（* 1932年）
- 2017年 - 笹島信義[15]、実業家、笹島建設会長（* 1917年）
- 2017年 - 藤信初子、浪曲曲師（* 1918年）
- 2017年 - 上田利治、元プロ野球選手、監督（* 1937年）
- 2017年 - 優、漫画家、イラストレーター（* 生年不詳）
- 2018年 - 井手久美子、作家（* 1922年）
- 2018年 - ジリアン・リン（英語版）、振付師、大英帝国勲章デイム・コマンダー受章者（* 1926年）
- 2018年 - 小見山輝、歌人、元龍短歌会代表（* 1930年）
- 2018年 - 村田茂樹、日本画家（* 1946年）
- 2018年 - 中田力、医師、脳神経学者、新潟大学名誉教授（* 1950年）
- 2019年 - ボグスワフ・シェッフェル、作曲家、演奏家、劇作家、画家、音楽学者、教師（* 1929年）
- 2019年 - 梅田博之、言語学者、東京外国語大学名誉教授、元麗澤大学学長（* 1931年）
- 2019年 - 鳥居泰彦、経済学者、元慶應義塾塾長（* 1936年）
- 2019年 - タイラー・スカッグス、野球選手（* 1991年）
- 2020年 - シビル・ウェッタシンハ、児童文学作家、イラストレーター（* 1928年）
- 2021年 - 佐伯進、実業家、元ノリタケカンパニーリミテド社長、元名城大学理事長（* 1925年）
- 2021年 - 大石昌美、ハーモニカ奏者（* 1930年）
- 2021年 - ルイ・アンドリーセン、作曲家、ピアニスト（* 1939年）
- 2021年 - フィルセ・サンプラー、声優（* 1953年）
- 2021年 - パトリオット、覆面レスラー、元全日本プロレスアジアタッグ王者・WCW世界タッグチーム王者（* 1961年）
- 2021年 - 光法賢一、元大相撲力士、年寄20代音羽山（* 1973年）
- 2022年 - 冨久正二、マスターズ陸上競技選手（* 1917年）
- 2022年 - 山田治雄、行政書士、政治家（* 1927年）
- 2022年 - 田村晃祐、仏教学者、東洋大学名誉教授（* 1931年）
- 2022年 - リチャード・タラスキン、音楽学者、音楽評論家（* 1945年）
- 2022年 - スタニスラフ・レオノビッチ、フィギュアスケート選手（* 1958年）
- 2022年 - 熊谷美広、音楽ライター（* 1958年）
- 2023年 - 坂井健吉[16]、農業技術者、コガネセンガン開発者（* 1924年）
- 2023年 - パク・キュチェ、俳優、声優、評論家（* 1938年）
- 2023年 - 九里一平、漫画家、アニメーション監督、第3代タツノコプロ社長（* 1940年）
- 2023年 - 安正孝、小説家、翻訳家（* 1941年）
- 2023年 - 西村欣也、スポーツジャーナリスト、元朝日新聞社編集委員（* 1956年）
- 2024年 - ロバート・タウン、脚本家、映画監督（* 1934年）
- 2024年 - イスマイル・カダレ、小説家（* 1936年）
- 2025年 - 立原えりか、童話作家（* 1937年）

## 記念日・年中行事

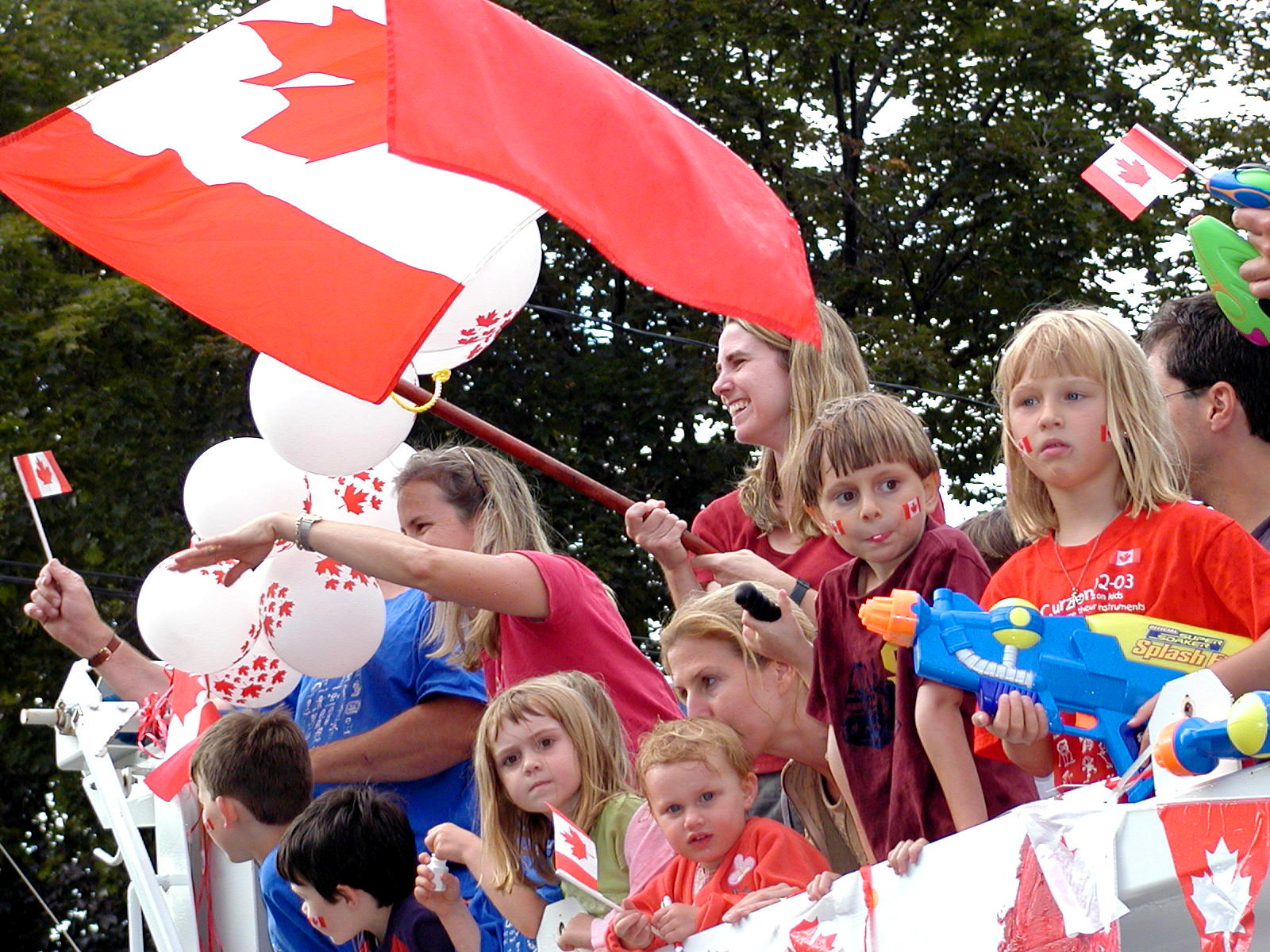
カナダの建国記念日、カナダ・デー

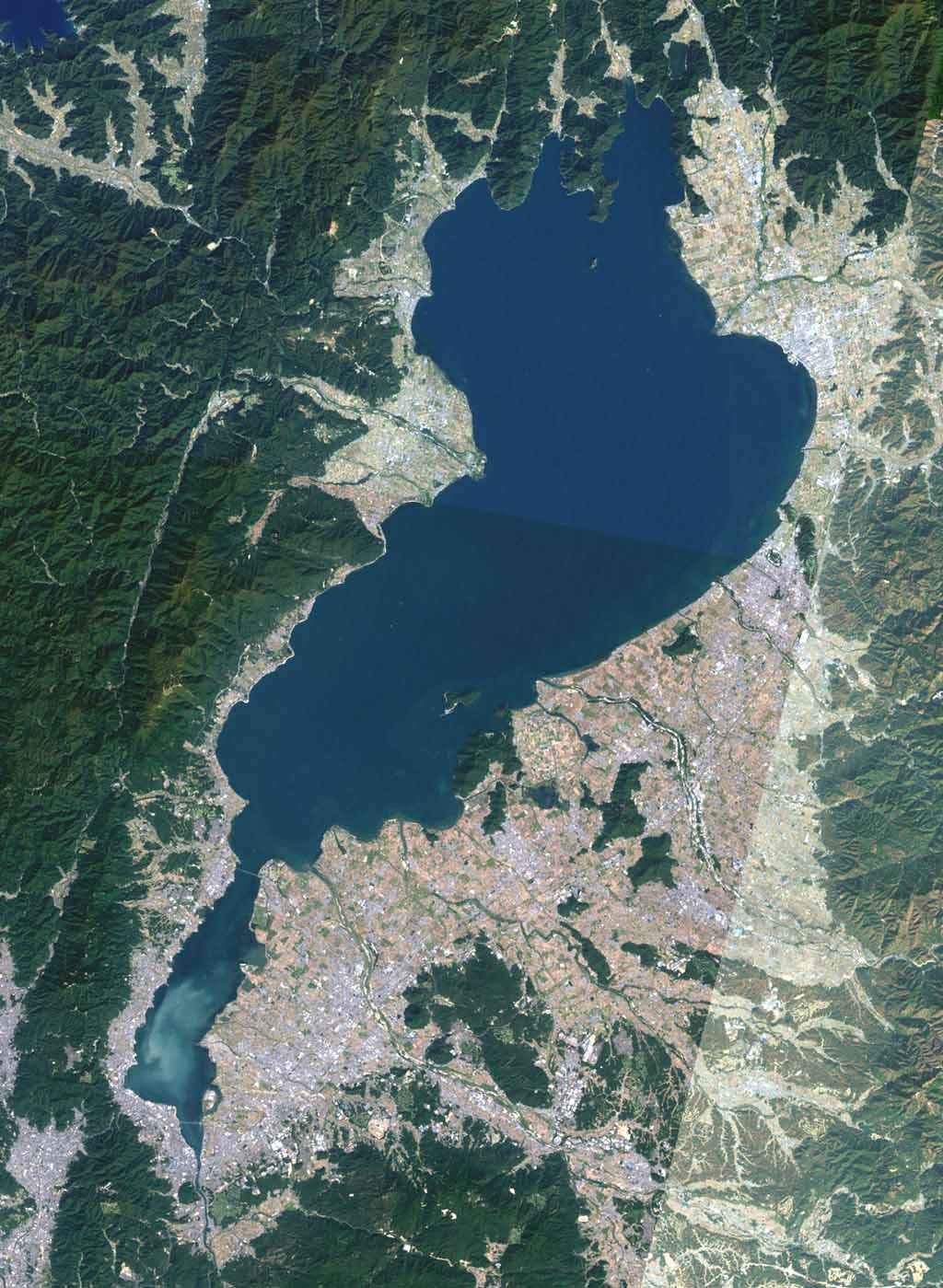
琵琶湖の日

- カナダ・デー（ カナダ）
カナダの建国記念日。1867年のこの日、カナダ憲法の一部をなす1867年憲法法が施行され、カナダがイギリスから独立した。
- 中国共産党創立記念日（ 中華人民共和国）
1921年のこの日、中華民国の上海で第一回中国共産党大会が開催され、中国共産党が成立した。
- 香港特別行政府設立記念日（中国語版）（ 香港）
1997年この日の中華人民共和国への香港返還を記念。
- Keti Koti（英語版）（ スリナム）
1863年のこの日、オランダの植民地だったスリナムで奴隷制が廃止されたことを記念。
- 独立記念日（ ルワンダ・ ブルンジ）
1962年のこの日、ベルギー信託統治領ルアンダ＝ウルンディがルワンダ共和国とブルンジ王国として独立した。
- 共和国記念日（ ソマリア）
1960年のこの日、イタリア信託統治領ソマリアが独立し、5日前に独立した旧イギリス領ソマリランドと合併してソマリア共和国が発足した。
- 共和国記念日（ ガーナ）
ガーナは1957年3月6日にイギリスから独立したが、イギリス国王を元首とする英連邦王国であった。3年後の1960年7月1日に英連邦王国を脱し、大統領を国家元首とする共和国が宣言された。
- サー・セレツェ・カーマの日（ ボツワナ）
初代大統領セレツェ・カーマの誕生日。
- 国民安全の日（ 日本）
1960年5月の閣議決定で制定。全国安全週間の初日。
- 更生保護の日（ 日本）
法務省が1962年に制定。1949年のこの日に犯罪者予防更生法が施行されたことを記念。
- こころの日（ 日本）
日本精神科看護技術協会が1998年に制定。1988年のこの日に「精神衛生法」が「精神保健法」に改正されたことを記念（現在は精神保健及び精神障害者福祉に関する法律）[17]。
- 童謡の日（ 日本）
日本童謡協会が1984年に制定。1918年のこの日、日本初の児童文芸誌『赤い鳥』が創刊されたことを記念[18]。
- クレジットの日（ 日本）
日本クレジット産業協会が1977年に制定。1961年のこの日に割賦販売法が公布されたことを記念[19]。
- 銀行の日（ 日本）
日本金融通信社が制定。1893年のこの日、普通銀行に関する法規の基礎となる銀行条例が施行されたことを記念[20]。
- 弁理士の日（ 日本）
1899年のこの日に「特許代理業者登録規則」が制定され、弁理士制度が発足したことを記念[21]。
- 建築士の日（ 日本）
日本建築士連合会が1987年に制定。1950年のこの日に建築士法が公布されたことを記念[22]。
- 郵便番号記念日（ 日本）
1968年のこの日、日本で郵便番号制度がスタートしたことを記念[23]。
- 東海道本線全通記念日（ 日本）
1889年のこの日に東海道本線が全線開通したことを記念。
- 名神高速道路全通記念日（ 日本）
1965年のこの日に名神高速道路が全線開通したことを記念。
- ウォークマンの日（ 日本）
1979年のこの日、ソニーが携帯式ヘッドホンステレオ「ウォークマン」の第1号を発売したことを記念。
- 鉄スクラップの日（ 日本）
日本鉄リサイクル工業会が制定。1975年の同会の設立日。
- 井村屋あずきバーの日（ 日本）
本格的な暑さを迎える7月1日には「あずきバー」を食べて暑い夏を乗り切っていただきたいという思いから、井村屋グループが制定[24]。
- 航空自衛隊安全の日（ 日本）
1999年から2000年にかけて連続的に発生した自衛隊機墜落事故を受けて制定。
- JUNET記念日（ 日本）
- 山開き（ 日本）- 富士山など
- 海開き（ 日本）- 沖縄など一部地域を除く
- 新醸造年度（ 日本）
- 函館港開港記念日（ 日本）
1859年7月1日（安政6年6月2日）、函館港が横浜・長崎とともに日本初の貿易港として開港したことを記念[25]。
- じゅんさいの日（ 日本）
秋田県三種町の「三種町森岳じゅんさいの里活性化協議会」が制定。じゅんさいとは、古くからある貴重な水生植物で「幻の農産物」とも言われる。日付は、英語で6月を意味する「ジューン」と、31で「さい」と読む語呂合わせだが、6月31日が存在しない「幻の日」なので、6月30日の次の日の7月1日とした[26]。
- 氷室の日（ 日本）
1986年（昭和61年）より湯涌温泉観光協会が、石川県金沢市の協力を得て氷室を復元。毎年1月の最終日曜に地元住民らで雪を仕込み、6月末に氷室から切り出され、石川県知事、金沢市長、加賀藩下屋敷があった東京都板橋区、目黒区に贈呈される。かつて夏場の氷は大変貴重であり、加賀藩政時代旧暦6月1日を「氷室の朔日」と呼び、白山山系に降った雪を氷室に貯蔵しておき、当日になるとこの雪を「白山氷」と名付けて、江戸の徳川将軍へ献上していたことに由来する[27]。
- 東京都政記念日（ 日本）
1943年のこの日、東京都制が施行され、東京市と東京府を廃止して東京都が設置されたことを記念[28]。
- びわ湖の日（ 日本）
1980年のこの日に施行された「滋賀県琵琶湖の富栄養化の防止に関する条例（琵琶湖条例）」の1周年を記念し、滋賀県が1981年に制定。1996年7月1日施行の「滋賀県環境基本条例」で正式に定められ、1997年から実施[29]。
- 祇園祭（ 日本）
京都八坂神社の祭礼で、千年以上の歴史を持つ。7月1日（吉符入）から7月31日（疫神社夏越祭）まで、1か月にわたって多彩な祭事が行われる[30]。
- いいWAの日（ 日本）
一般社団法人インクルーシブワールド協会が制定[31]。この日から1週間を『インクルーシブウィーク』とし、各地で「家族のKATACHI展」と「いいWAcollection Donation Runway」を開催。